# Looney Tunes und Merrie Melodies/Filmografie (1940–1949)
Dies ist eine Liste der Looney-Tunes- und Merrie-Melodies-Cartoons der Jahre 1940 bis 1949.

## Erläuterungen
- Hinweis: Für eine einfachere Übersicht, ohne die deutschsprachigen Veröffentlichungen, im jeweiligen Jahresabschnitt einmal auf „Nr.“ klicken.
- LT steht für die Looney-Tunes-Reihe, MM steht für die Merrie-Melodies-Reihe.
- Angaben, die mit einem Sternchen gekennzeichnet sind, beziehen sich auf die im Rahmen des Blue-Ribbon-Programms erfolgten Wiederveröffentlichungen der entsprechenden Cartoons. Dadurch änderten sich Titel, und einige Looney-Tunes-Cartoons wurden zu Merrie-Melodies-Cartoons.
- Die Angabe „Letztauftritt“ bezieht sich nur auf die Kurzfilmauftritte.
- (C) steht für das Copyright-Datum.

## 1940
1940 wurden 40 Cartoons veröffentlicht, davon sind 15 Teil der Looney-Tunes-Reihe mit der Figur Schweinchen Dick, in der auch Daffy Duck zwei Auftritte verzeichnete, und 25 Teil der Merrie-Melodies-Reihe, in der es zu gleich zwei bedeutenden Charakter-Neuzugängen kam. In Chuck Jones’ Vorsicht Kamera! wurde erstmals die Figur Elmer Fudd präsentiert, die aus der Figur Egghead hervorging; und in Tex Averys Werk Die Hasenfalle, das eine Oscar-Nominierung erhielt, war an der Seite Elmer Fudds erstmals die Figur Bugs Bunny zu sehen, wobei es bereits zuvor einige Auftritte von Prototypen dieses Charakters gab. Jones und Avery führten die Regie bei dem Großteil der Merrie-Melodies-Cartoons. Robert Clampett war für die meisten Looney-Tunes-Cartoons zuständig. Mit Norm McCabe, der für beide Reihen schon vorher als Animator tätig war und der zusammen mit Clampett den Schweinchen-Dick-Cartoon Porky Pig Der Stierkämpfer verantwortete, erfolgte ein Neuzugang in der Regie. Ben Hardaway verließ das Unternehmen und Cal Dalton widmete sich wieder seiner früheren Tätigkeit als Animator. Friz Freleng, der nach einem etwa anderthalbjährigen Ausflug zur Konkurrenz von Metro-Goldwyn-Mayer bereits im vorherigen Jahr wieder zu Warner Bros. zurückkam, war bei beiden Reihen als Regisseur tätig.
Sämtliche Looney Tunes entstanden in Schwarzweiß, alle wurden später koloriert. Alle Merrie Melodies wurden in Farbe produziert. Die Cartoons Der frühe Wurm fängt ’nen Vogel, Abenteuer in der Wüste und Porky Pig Der Stierkämpfer sind public domain.
| Nr. | Deutscher Titel                     | Originaltitel                    | Kinopremiere (USA)                               | Bekannte Charaktere                              | LT/MM | Regie                         | Anmerkungen |
| --- | ----------------------------------- | -------------------------------- | ------------------------------------------------ | ------------------------------------------------ | ----- | ----------------------------- | --- |
| 271 | –                                   | Porky’s Last Stand               | 6. Jan. 1940                                     | Schweinchen Dick, Daffy Duck                     | LT    | Robert Clampett               | 1995 koloriert. |
| 272 | Der frühe Wurm fängt ’nen Vogel     | The Early Worm Gets the Bird     | 13. Jan. 1940 (2. Okt. 1943*) (29. Nov. 1952*)   | –                                                | MM*   | Tex Avery                     | Public domain. |
| ٴ· Deutschsprachige Veröffentlichung: als Der frühe Wurm fängt ’nen Vogel bei Gulliver’s Reisen – Folge 1 (DVD, Planet Song, 2003); ohne dt. Titel bei Bugs Bunny und seine Freunde 1 (VHS, Allvideo), Herman die cleverste Maus (VHS, MCP, Reihe: Videotoons), Bugs Bunny & Co. Vol. 4 (DVD, VZ, 2002 (Cartoon Pack)). |                                     |                                  |                                                  |                                                  |       |                               | |
| 273 | –                                   | Africa Squeaks                   | 27. Jan. 1940 (C)                                | Schweinchen Dick                                 | LT    | Robert Clampett               | 1968 und 1992 koloriert. |
| 274 | –                                   | Mighty Hunters                   | 27. Jan. 1940 (13. Juni 1953*)                   | –                                                | MM*   | Chuck Jones                   | |
| 275 | –                                   | Busy Bakers                      | 10. Feb. 1940 (C) (20. Okt. 1945*)               | –                                                | MM*   | Ben Hardaway & Cal Dalton     | Letzte Regie von Ben Hardaway und Cal Dalton. |
| 276 | Abenteuer in der Wüste              | Ali-Baba Bound                   | 10. Feb. 1940                                    | Schweinchen Dick                                 | LT    | Robert Clampett               | 1968 und 1992 koloriert; public domain. |
| ٴ· Deutschsprachige Veröffentlichung: als Abenteuer in der Wüste bei Die große Schweinchen Dick Show (VHS, Jünger, Reihe: Zeichentrick Parade), Schweinchen Dick und seine Freunde – Die große Schweinchen Dick Show (DVD, 2015 (Classic Cartoon Edition)); als Schweinchen Dick und Ali Baba bei Schweinchen Dick u.a. – Gefährliche Abenteuer (VHS, Ocean, Reihe: Weltberühmte Zeichentrickfilme, Jünger, Reihe: Kinderclub); als Ali Baba Sprung bei Bugs Bunny (2) (VHS, Hollywood Electric, Reihe: Star Cartoon Festival); als Ali Baba’s Räuber bei Bugs Bunny – Cartoon Volume 2 (DVD, Planet Song, 2003), Schweinchen Dick (DVD, Planet Song, 2003); ohne dt. Titel bei Schweinchen Dick (1) bzw. Schweinchen Dick & Co (VHS, MCP, Reihen: Bambini, Happy Kids, Kunterbunte Kinderwelt (23) (Europa, Bingo)), Schweinchen Dick 1 (VHS, MCP, Reihe: Bambini Maxi Video), Schweinchen Dick & Co. (VHS, MCP, Reihe: Videotoons), Bugs Bunny & Co. Vol. 4 (DVD, VZ, 2002 (Cartoon Pack)). |                                     |                                  |                                                  |                                                  |       |                               | |
| 277 | Vorsicht Kamera!                    | Elmer’s Candid Camera            | 2. Mär. 1940 (C)                                 | Elmer Fudd, Proto-Bugs-Bunny                     | MM    | Chuck Jones                   | Erstauftritt von Elmer Fudd. |
| ٴ· Deutschsprachige Veröffentlichung: als Vorsicht Kamera! bei Bugs Bunny und Looney Tunes (Fernsehserie); als Vorsicht Kamera bei Looney Tunes: All Stars – Ihre ersten Cartoons Teil 1 (DVD, WB, 2003); als Foto-Safari im WDR. |                                     |                                  |                                                  |                                                  |       |                               | |
| 278 | –                                   | Pilgrim Porky                    | 16. Mär. 1940 (C)                                | Schweinchen Dick                                 | LT    | Robert Clampett               | 1995 koloriert. |
| 279 | Amerika – Kreuz und Quer            | Cross Country Detours            | 16. Mär. 1940 (C) (15. Jan. 1944*)               | –                                                | MM*   | Tex Avery                     | |
| 280 | –                                   | Confederate Honey                | 30. Mär. 1940 (C)                                | Elmer Fudd (als Ned Cutler)                      | MM    | Friz Freleng                  | Erste Regie von Friz Freleng seit 1938; erster Elmer-Fudd-Cartoon von Friz Freleng. |
| 281 | Goldlöckchen legt los               | The Bear’s Tale                  | 13. Apr. 1940 (C) (11. Mär. 1944*)               | Böser Wolf, Rotkäppchen, Goldlöckchen            | MM*   | Tex Avery                     | |
| 282 | –                                   | Slap Happy Pappy                 | 13. Apr. 1940                                    | Schweinchen Dick, Jack Bunny                     | LT    | Robert Clampett               | 1968 und 1995 koloriert. |
| 283 | –                                   | Porky’s Poor Fish                | 27. Apr. 1940 (C)                                | Schweinchen Dick                                 | LT    | Robert Clampett               | 1995 koloriert. |
| 284 | Alles wegen der Indianer            | The Hardship of Miles Standish   | 27. Apr. 1940 (C)                                | Elmer Fudd                                       | MM    | Friz Freleng                  | |
| 285 | –                                   | Sniffles Takes a Trip            | 11. Mai 1940 (C) (1. Aug. 1953*)                 | Sniffles                                         | MM*   | Chuck Jones                   | |
| 286 | Falsches Spiel mit Schweinchen Dick | You Ought to Be in Pictures      | 18. Mai 1940                                     | Schweinchen Dick, Daffy Duck                     | LT    | Friz Freleng                  | Hugo-Award-Nominierung (1941); Realfilm/Animationsfilm; erster Daffy-Duck-Cartoon von Friz Freleng; 1995 koloriert.                                                                         |
| ٴ· Deutschsprachige Veröffentlichung: als Falsches Spiel mit Schweinchen Dick bei Looney Tunes: All Stars Collection – Ihre ersten Cartoons Teil 3 (DVD, WB, 2005), Bugs Bunny und Looney Tunes (Fernsehserie), Looney Tunes Platinum Collection – Volume Zwei (Blu-ray, WB, 2012). |                                     |                                  |                                                  |                                                  |       |                               | |
| 287 | –                                   | A Gander at Mother Goose         | 25. Mai 1940                                     | Böser Wolf, Die drei kleinen Schweinchen         | MM    | Tex Avery                     | Erstauftritt von Die drei kleinen Schweinchen. |
| 288 | –                                   | Tom Thumb in Trouble             | 8. Juni 1940 (C) (24. Sep. 1949*)                | –                                                | MM*   | Chuck Jones                   | |
| 289 | –                                   | The Chewin’ Bruin                | 8. Juni 1940 (C)                                 | Schweinchen Dick                                 | LT    | Robert Clampett               | 1968 und 1992 koloriert. |
| 290 | –                                   | Circus Today                     | 22. Juni 1940 (C) (22. Mai 1948*)                | –                                                | MM*   | Tex Avery                     | |
| 291 | So ein Plappermäulchen              | Little Blabbermouse              | 6. Juli 1940 (C) (12. Juni 1948*)                | Little Blabbermouse, W.C. Fields Mouse           | MM*   | Friz Freleng                  | Erstauftritt von Little Blabbermouse und W.C. Fields Mouse. |
| 292 | –                                   | Porky’s Baseball Broadcast       | 6. Juli 1940 (C)                                 | Schweinchen Dick                                 | LT    | Friz Freleng                  | 1968 und 1995 koloriert. |
| 293 | –                                   | The Egg Collector                | 20. Juli 1940 (16. Juli 1949*)                   | Sniffles, Bookworm                               | MM*   | Chuck Jones                   | |
| 294 | Die Hasenfalle                      | A Wild Hare/ The Wild Hare*      | 27. Juli 1940 (C) (17. Juni 1944*)               | Bugs Bunny, Elmer Fudd                           | MM*   | Tex Avery                     | Oscar-Nominierung (1941); Hugo-Award-Nominierung (1941); einziger Elmer-Fudd-Cartoon von Tex Avery; Erstauftritt von Bugs Bunny; erster gemeinsamer Auftritt von Bugs Bunny und Elmer Fudd. |
| ٴ· Deutschsprachige Veröffentlichung: als Die Hasenfalle in der ARD; ohne dt. Titel bei Bugs Bunny und seine Feinde (VHS, MGM/UA, 1988), Bugs Bunny – Das grösste Schlitzohr der Welt (VHS, MGM/UA, 1990, 1991). |                                     |                                  |                                                  |                                                  |       |                               | |
| 295 | –                                   | Ghost Wanted                     | 10. Aug. 1940 (C)                                | –                                                | MM    | Chuck Jones                   | |
| 296 | –                                   | Patient Porky                    | 24. Aug. 1940 (C)                                | Schweinchen Dick, Kurzauftritt: Proto-Bugs-Bunny | LT    | Robert Clampett               | 1968 und 1992 koloriert. |
| 297 | –                                   | Ceiling Hero                     | 24. Aug. 1940 (C)                                | –                                                | MM    | Tex Avery                     | |
| 298 | –                                   | Malibu Beach Party               | 14. Sep. 1940 (C)                                | –                                                | MM    | Friz Freleng                  | |
| 299 | –                                   | Calling Dr. Porky                | 21. Sep. 1940                                    | Schweinchen Dick                                 | LT    | Friz Freleng                  | 1968 und 1992 koloriert. |
| 300 | Ein zauberhaftes Huhn               | Stage Fright                     | 28. Sep. 1940 (C) (23. Juni 1951*)               | The Two Curious Puppies                          | MM*   | Chuck Jones                   | |
| 301 | –                                   | Prehistoric Porky                | 12. Okt. 1940 (C)                                | Schweinchen Dick                                 | LT    | Robert Clampett               | 1968 und 1995 koloriert. |
| 302 | –                                   | Holiday Highlights               | 12. Okt. 1940                                    | –                                                | MM    | Tex Avery                     | |
| 303 | Gute Nacht, Elmer!                  | Good Night Elmer                 | 26. Okt. 1940 (C)                                | Elmer Fudd                                       | MM    | Chuck Jones                   | |
| 304 | –                                   | The Sour Puss                    | 2. Nov. 1940 (C)                                 | Schweinchen Dick                                 | LT    | Robert Clampett               | 1968 und 1995 koloriert. |
| 305 | –                                   | Wacky Wild Life/ Wacky Wildlife* | 9. Nov. 1940 (C) (29. Aug. 1953*)                | –                                                | MM*   | Tex Avery                     | |
| 306 | –                                   | Bedtime for Sniffles             | 23. Nov. 1940 (1. Jan. 1949*)                    | Sniffles, Kurzauftritt: Weihnachtsmann           | MM*   | Chuck Jones                   | |
| 307 | Der Fuchs im Hühnerstall            | Porky’s Hired Hand               | 30. Nov. 1940                                    | Schweinchen Dick                                 | LT    | Friz Freleng                  | 1968 und 1992 koloriert. |
| ٴ· Deutschsprachige Veröffentlichung: als Der Fuchs im Hühnerstall bei Schweinchen Dick u.a. – Herzlich willkommen (VHS, Ocean, Reihe: Weltberühmte Zeichentrickfiguren in lustigen Zeichentrickfilmen), Die große Schweinchen Dick Show (VHS, Jünger, Reihe: Zeichentrick Parade), Schweinchen Dick und seine Freunde – Die große Schweinchen Dick Show (DVD, 2015 (Classic Cartoon Edition)). |                                     |                                  |                                                  |                                                  |       |                               | |
| 308 | Von Füchsen und Hunden              | Of Fox and Hounds                | 7. Dez. 1940 (C) (13. Mai 1944*) (6. Feb. 1954*) | Willoughby the Dog                               | MM*   | Tex Avery                     | Fuchsteufelswild (OT: Foxy by Proxy, 1952) gilt als Remake; Erstauftritt von Willoughby the Dog.                                                                                            |
| ٴ· Deutschsprachige Veröffentlichung: als Von Füchsen und Hunden in der ARD. |                                     |                                  |                                                  |                                                  |       |                               | |
| 309 | Porky Pig Der Stierkämpfer          | The Timid Toreador               | 21. Dez. 1940 (C)                                | Schweinchen Dick                                 | LT    | Robert Clampett & Norm McCabe | Erste Regie von Norm McCabe; 1968 und 1992 koloriert; public domain. |
| ٴ· Deutschsprachige Veröffentlichung: als Porky Pig Der Stierkämpfer [sic] bei Porky Pig – Der Stierkämpfer (VHS, Hollywood Electric, Reihe: Star Cartoon Festival); ohne dt. Titel bei Classic Comics bzw. Trickfilm Classics (DVD, ZYX, 2003, 2011). |                                     |                                  |                                                  |                                                  |       |                               | |
| 310 | Die Maus im Warenhaus               | Shop Look & Listen               | 21. Dez. 1940                                    | Little Blabbermouse, W.C. Fields Mouse           | MM    | Friz Freleng                  | Letztauftritt von Little Blabbermouse und W.C. Fields Mouse. |

## 1941
1941 wurden 41 Cartoons veröffentlicht, davon sind 15 Teil der Looney-Tunes-Reihe und 26 Teil der Merrie-Melodies-Reihe. Erwähnenswert sind die zwei Cartoons Hiawathas Hasenjagd und Musik am Bau von Friz Freleng, die beide eine Oscar-Nominierung erhielten. Friz Freleng, Chuck Jones, Robert Clampett und Tex Avery führten bei beiden Reihen Regie. Norm McCabe verantwortete nur zwei Looney-Tunes-Cartoons.
Sämtliche Looney Tunes entstanden in Schwarzweiß, fast alle wurden später koloriert. Alle Merrie Melodies wurden in Farbe produziert. Alle Looney-Tunes-Cartoons bis auf Porky’s Snooze Reel sind public domain. In der Merrie-Melodies-Reihe sind die Cartoons Wo die kleinen Schweine wohnen, Spott Champion, Geschmortes Kaninchen und Rookie Revue public domain.
| Nr. | Deutscher Titel                     | Originaltitel                              | Kinopremiere (USA)                                 | Bekannte Charaktere                                                     | LT/MM | Regie                         | Anmerkungen                                                                                                   |
| --- | ----------------------------------- | ------------------------------------------ | -------------------------------------------------- | ----------------------------------------------------------------------- | ----- | ----------------------------- | --- |
| ·311 | Kaninchenplage                      | Elmer’s Pet Rabbit                         | 4. Jan. 1941                                       | Bugs Bunny, Elmer Fudd                                                  | MM    | Chuck Jones                   | Erster Bugs-Bunny-Cartoon von Chuck Jones; erste Erwähnung von Bugs Bunnys Namen.                             |
| 312 | –                                   | Porky’s Snooze Reel                        | 11. Jan. 1941                                      | Schweinchen Dick                                                        | LT    | Robert Clampett & Norm McCabe | 1968 und 1995 koloriert.                                                                                      |
| 313 | Futterneid                          | The Fighting 69½th                         | 18. Jan. 1941 (4. Dez. 1943*) (11. Juli 1953*)     | –                                                                       | MM*   | Friz Freleng                  | |
| 314 | –                                   | Sniffles Bells the Cat                     | 1. Feb. 1941 (20. Sep. 1947*)                      | Sniffles                                                                | MM*   | Chuck Jones                   | |
| 315 | –                                   | The Haunted Mouse                          | 15. Feb. 1941 (C)                                  | –                                                                       | LT    | Tex Avery                     | Public domain.                                                                                                |
| 316 | Willi und die wilde Wachtel         | The Crackpot Quail                         | 15. Feb. 1941 (C)                                  | Willoughby the Dog                                                      | MM    | Tex Avery                     | |
| 317 | Friedlich wie Katz und Maus         | The Cat’s Tale                             | 1. Mär. 1941 (C) (29. Mär. 1947*)                  | –                                                                       | MM*   | Friz Freleng                  | |
| 318 | –                                   | Joe Glow, the Firefly                      | 8. Mär. 1941 (C)                                   | –                                                                       | LT    | Chuck Jones                   | Public domain.                                                                                                |
| 319 | Schildkröte besiegt Hase            | Tortoise Beats Hare                        | 15. Mär. 1941                                      | Bugs Bunny, Cecil Turtle                                                | MM    | Tex Avery                     | Erstauftritt von Cecil Turtle.                                                                                |
| ٴ· Deutschsprachige Veröffentlichung: als Schildkröte besiegt Hase bei Bugs Bunny und Looney Tunes (Fernsehserie); als Schildkröte besiegt Hasen bei Looney Tunes: Bugs Bunnys Meisterwerke (DVD, WB, 2004); als Die Hasenwette in der ARD. |                                     |                                            |                                                    |                                                                         |       |                               | |
| 320 | Meister Faulpelz                    | Porky’s Bear Facts                         | 29. Mär. 1941 (C)                                  | Schweinchen Dick                                                        | LT    | Friz Freleng                  | 1968 und 1990 koloriert; public domain.                                                                       |
| ٴ· Deutschsprachige Veröffentlichung: als Meister Faulpelz bei Schweinchen Dick u.a. – Herzlich willkommen (VHS, Ocean, Reihe: Weltberühmte Zeichentrickfiguren in lustigen Zeichentrickfilmen), Die große Schweinchen Dick Show (VHS, Jünger, Reihe: Zeichentrick Parade), Schweinchen Dick und seine Freunde – Die große Schweinchen Dick Show (DVD, 2015 (Classic Cartoon Edition)); als Porky Bär’s Tatsachen bei Porky Pig und seine Freunde (2) (VHS, Hollywood Electric, Reihe: Star Cartoon Festival); ohne dt. Titel bei Schweinchen Dick 1 (VHS, MCP, Reihe: Bambini Maxi Video), Cartoon Mania (DVD, M.N.D.-ESP), Classic Comics bzw. Trickfilm Classics (DVD, ZYX, 2003, 2011). |                                     |                                            |                                                    |                                                                         |       |                               | |
| 321 | Nachts, wenn der Laden erwacht      | Goofy Groceries                            | 29. Mär. 1941 (19. Apr. 1947*)                     | Jack Bunny, Superman                                                    | MM*   | Robert Clampett               | Letztauftritt von Jack Bunny; dt. Alternativtitel: Albernes Lebensmittelgeschäft.                             |
| 322 | –                                   | Toy Trouble                                | 12. Apr. 1941 (C) (31. Dez. 1949*)                 | Sniffles, Bookworm, Kurzauftritt als Spielzeugfiguren: Schweinchen Dick | MM*   | Chuck Jones                   | Letztauftritt von Bookworm.                                                                                   |
| 323 | –                                   | Porky’s Preview                            | 19. Apr. 1941                                      | Schweinchen Dick                                                        | LT    | Tex Avery                     | Letzter Schweinchen-Dick-Cartoon von Tex Avery; 1992 koloriert; public domain.                                |
| 324 | In der Sache Wolf gegen Rotkäppchen | The Trial of Mr. Wolf                      | 26. Apr. 1941 (C) (9. Feb. 1946*) (25. Dez. 1954*) | Böser Wolf, Rotkäppchen, Granny                                         | MM*   | Friz Freleng                  | |
| ٴ· Deutschsprachige Veröffentlichung: als In der Sache Wolf gegen Rotkäppchen in der ARD. |                                     |                                            |                                                    |                                                                         |       |                               | |
| 325 | Porkys Ameise                       | Porky’s Ant                                | 10. Mai 1941                                       | Schweinchen Dick                                                        | LT    | Chuck Jones                   | 1968 und 1992 koloriert; public domain.                                                                       |
| ٴ· Deutschsprachige Veröffentlichung: als Porkys Ameise bei Casper und andere Zeichentrick-Geschichten (DVD, V.D.M.-NL, 2003). |                                     |                                            |                                                    |                                                                         |       |                               | |
| 326 | Wo die kleinen Schweine wohnen      | Farm Frolics                               | 10. Mai 1941 (15. Okt. 1949*)                      | Kurzauftritt: Rosebud                                                   | MM*   | Robert Clampett               | Public domain; dt. Alternativtitel: Wo die kleinen Schweinchen wohnen.                                        |
| ٴ· Deutschsprachige Veröffentlichung: als Wo die kleinen Schweine wohnen in der ARD. |                                     |                                            |                                                    |                                                                         |       |                               | |
| 327 | Hollywood haut auf die Pauke        | Hollywood Steps Out                        | 24. Mai 1941 (2. Okt. 1948*)                       | –                                                                       | MM*   | Tex Avery                     | dt. Alternativtitel: Hollywood bei Nacht                                                                      |
| ٴ· Deutschsprachige Veröffentlichung: als Hollywood haut auf die Pauke bei Looney Tunes: All Stars Collection – Ihre ersten Cartoons Teil 3 (DVD, WB, 2005), Bugs Bunny und Looney Tunes (Fernsehserie), Boomerangs Starparade (Fernsehserie, 2014), ohne dt. Titel bei Hunky + Spunky (VHS, MCP, Reihe: Bambini Maxi Video). |                                     |                                            |                                                    |                                                                         |       |                               | |
| 328 | –                                   | A Coy Decoy                                | 7. Juni 1941                                       | Schweinchen Dick, Daffy Duck                                            | LT    | Robert Clampett               | 1968 und 1990 koloriert; public domain.                                                                       |
| 329 | Hiawathas Hasenjagd                 | Hiawatha’s Rabbit Hunt                     | 7. Juni 1941 (12. Feb. 1944*)                      | Bugs Bunny, Hiawatha                                                    | MM*   | Friz Freleng                  | Oscar-Nominierung (1942); erster Bugs-Bunny-Cartoon von Friz Freleng.                                         |
| ٴ· Deutschsprachige Veröffentlichung: als Hiawathas Hasenjagd in der ARD; als Hiawatha’s Rabbit Hunt bei Looney Tunes Platinum Collection – Volume Drei (Blu-ray, WB, 2014); ohne dt. Titel bei Mein Name ist Hase (Fernsehserie). |                                     |                                            |                                                    |                                                                         |       |                               | |
| 330 | Porkys bestes Pferd im Stall        | Porky’s Prize Pony                         | 21. Juni 1941 (C)                                  | Schweinchen Dick                                                        | LT    | Chuck Jones                   | 1968 und 1992 koloriert; public domain.                                                                       |
| ٴ· Deutschsprachige Veröffentlichung: als Porkys bestes Pferd im Stall bei Cartoon Mania (DVD, M.N.D.-ESP). |                                     |                                            |                                                    |                                                                         |       |                               | |
| 331 | Wo ist der Wurm drin?               | The Wacky Worm                             | 21. Juni 1941 (C) (12. Okt. 1946*)                 | Wacky Worm                                                              | MM*   | Friz Freleng                  | Erstauftritt von Wacky Worm.                                                                                  |
| 332 | –                                   | Meet John Doughboy                         | 5. Juli 1941                                       | Schweinchen Dick                                                        | LT    | Robert Clampett               | Propagandafilm; 1992 koloriert; public domain.                                                                |
| 333 | Wer jagt wen?                       | The Heckling Hare                          | 5. Juli 1941                                       | Bugs Bunny, Willoughby the Dog                                          | MM    | Tex Avery                     | |
| ٴ· Deutschsprachige Veröffentlichung: als Wer jagt wen? in der ARD, bei Looney Tunes: Bugs Bunnys Meisterwerke (DVD, WB, 2004), Bugs Bunny und Looney Tunes (Fernsehserie). |                                     |                                            |                                                    |                                                                         |       |                               | |
| 334 | Inki und der Löwe                   | Inki and the Lion                          | 19. Juli 1941 (20. Mai 1950*)                      | Inki, Mynah Bird                                                        | MM*   | Chuck Jones                   | Erste Erwähnung von Inkis Namen.                                                                              |
| 335 | Die lustige Luftreise               | Aviation Vacation                          | 2. Aug. 1941                                       | –                                                                       | MM    | Tex Avery                     | |
| 336 | Wir, die Tiere, quieken!            | We, the Animals – Squeak!                  | 9. Aug. 1941                                       | Schweinchen Dick                                                        | LT    | Robert Clampett               | 1968 und 1992 koloriert; public domain.                                                                       |
| ٴ· Deutschsprachige Veröffentlichung: als Wir, die Tiere, quieken! bei Casper und andere Zeichentrick Geschichten (DVD, NUM, 2006); als Das tierische Gequietsche bei Felix und seine Freunde (VHS, Hollywood Electric, Reihe: Star Cartoon Festival). |                                     |                                            |                                                    |                                                                         |       |                               | |
| 337 | Spott Champion                      | Sport Chumpions                            | 16. Aug. 1941                                      | –                                                                       | MM    | Friz Freleng                  | Public domain.                                                                                                |
| ٴ· Deutschsprachige Veröffentlichung: als Spott Champion bei Katzen (DVD, Planet Song, 2003); ohne dt. Titel bei Überraschungs-Party 2 (VHS, MCP, Reihe: Bambini Maxi Video). |                                     |                                            |                                                    |                                                                         |       |                               | |
| 338 | Der Pantoffelheld                   | The Henpecked Duck                         | 30. Aug. 1941                                      | Schweinchen Dick, Daffy Duck                                            | LT    | Robert Clampett               | 1968 und 1992 koloriert; public domain.                                                                       |
| ٴ· Deutschsprachige Veröffentlichung: als Der Pantoffelheld bei Daffy Duck, Susi & Struppi – Pantoffelhelden, Geister und Gespenster (VHS, Ocean, Reihe: Weltberühmte Zeichentrickfiguren in lustigen Zeichentrickfilmen), Die große Duffy Duck Show (VHS, Jünger, Reihe: Zeichentrick Parade), Casper und andere Zeichentrick-Geschichten (DVD, V.D.M.-NL, 2003), Duffy Duck und seine Freunde – Die große Duffy Duck Show (DVD, 2014 (Classic Cartoon Edition)); als Daffy Duck, der Pantoffelheld bei Daffy Duck u.a. – Enten ganz groß! (VHS, Ocean, Reihe: Weltberühmte Zeichentrickfilme, Jünger, Reihe: Kinderclub). |                                     |                                            |                                                    |                                                                         |       |                               | |
| 339 | Schnee-Hunde                        | Snow Time for Comedy/ Snowtime for Comedy* | 30. Aug. 1941 (12. Apr. 1952*)                     | The Two Curious Puppies                                                 | MM*   | Chuck Jones                   | |
| 340 | Geschmortes Kaninchen               | All This and Rabbit Stew                   | 13. Sep. 1941                                      | Bugs Bunny                                                              | MM    | Tex Avery                     | Einer der Censored 11; letzter Bugs-Bunny-Cartoon von Tex Avery; public domain.                               |
| ٴ· Deutschsprachige Veröffentlichung: als Geschmortes Kaninchen bzw. Geschmortes Kanninchen bei Bugs Bunny und seine Freunde – Die große Bugs Bunny Show (DVD, 2014 (Classic Cartoon Edition)); als Tod oder Lebendig bei Bugs Banny u.a. – Mit List und Tücke (VHS, Ocean, Reihe: Weltberühmte Zeichentrickfiguren in lustigen Zeichentrickfilmen); als Der falsche Hasenbraten bei Bugs Bunny und seine Freunde (VHS, Liliput); als All dies & Kaninchenbraten bei Daffy Duck (VHS, Hollywood Electric, Reihe: Star Cartoon Festival), Felix und seine Freunde (VHS, Hollywood Electric, Reihe: Star Cartoon Festival); als Eintopf mit ohne Kaninchen bei Bugs Bunny – Cartoon Volume 1 (DVD, Planet Song, 2003); ohne dt. Titel bei Bugs Bunny und seine Freunde (2) (VHS, MCP, Reihen: Bambini, Happy Kids, Kunterbunte Kinderwelt (8) (Europa, Bingo)), Bugs Bunny 2 (VHS, Blue Sky, Reihe: Kids Edition), Bugs Bunny und seine Freunde 1 (VHS, MCP, Reihe: Bambini Maxi Video), Bugs Bunny Show 1 (VHS, MCP, Reihe: Bambini Extra), Bugs Bunny und seine Freunde 1 (VHS, MCP, Reihe: Videotoons), Bugs Bunny Teil 2 (VHS, MCP), Bugs Bunny & Co. Vol. 1 (DVD, VZ, 2002 (Cartoon Pack)). |                                     |                                            |                                                    |                                                                         |       |                               | |
| 341 | Konzert für Katze und Miau          | Notes to You                               | 20. Sep. 1941                                      | Schweinchen Dick                                                        | LT    | Friz Freleng                  | Farb-Remake: Konzertanter Katzenjammer (OT: Back Alley Oproar, 1948); 1968 und 1992 koloriert; public domain. |
| ٴ· Deutschsprachige Veröffentlichung: als Konzert für Katze und Miau bei Schweinchen Dick (DVD, Planet Song, 2003); als Briefe an Dich bei die Geschichte von Zwei Katzchen (VHS, Hollywood Electric, Reihe: Star Cartoon Festival); ohne dt. Titel bei Daffy Duck und seine Freunde (1) bzw. Daffy Duck 1 (VHS, MCP, Reihen: Bambini, Happy Kids, Kunterbunte Kinderwelt (28) (Europa, Bingo)), Daffy Duck und seine Freunde 1 (VHS, Blue Sky, Reihe: Kids Edition), Schweinchen Dick (1) bzw. Schweinchen Dick & Co (VHS, MCP, Reihen: Bambini, Happy Kids, Kunterbunte Kinderwelt (23) (Europa, Bingo)), Schweinchen Dick 1 (VHS, MCP, Reihe: Bambini Maxi Video), Schweinchen Dick & Co. (VHS, MCP, Reihe: Videotoons), Super-Turkey und der singende Kater (VHS, Bild am Sonntag, 1990), Bugs Bunny & Co. Vol. 4 (DVD, VZ, 2002 (Cartoon Pack)), Classic Comics bzw. Trickfilm Classics (DVD, ZYX, 2003, 2011). |                                     |                                            |                                                    |                                                                         |       |                               | |
| 342 | –                                   | The Brave Little Bat                       | 27. Sep. 1941 (C) (15. Mär. 1952*)                 | Sniffles                                                                | MM*   | Chuck Jones                   | |
| 343 | Summer und Brummer                  | The Bug Parade/ Bug Parade*                | 11. Okt. 1941 (12. Juli 1952*)                     | –                                                                       | MM*   | Tex Avery                     | |
| 344 | Ein Leben wie Robinson              | Robinson Crusoe Jr.                        | 25. Okt. 1941                                      | Schweinchen Dick                                                        | LT    | Norm McCabe                   | Erste alleinige Regie von Norm McCabe; 1968 und 1992 koloriert; public domain.                                |
| ٴ· Deutschsprachige Veröffentlichung: als Ein Leben wie Robinson bei Schweinchen Dick u.a. – Herzlich willkommen (VHS, Ocean, Reihe: Weltberühmte Zeichentrickfiguren in lustigen Zeichentrickfilmen). |                                     |                                            |                                                    |                                                                         |       |                               | |
| 345 | –                                   | Rookie Revue                               | 25. Okt. 1941 (C)                                  | –                                                                       | MM    | Friz Freleng                  | Public domain.                                                                                                |
| 346 | Briefträger im Wilden Westen        | Saddle Silly                               | 8. Nov. 1941                                       | –                                                                       | MM    | Chuck Jones                   | |
| 347 | Die Kannibalen-Ameise               | Porky’s Midnight Matinee                   | 22. Nov. 1941                                      | Schweinchen Dick                                                        | LT    | Chuck Jones                   | 1968 und 1992 koloriert; public domain.                                                                       |
| ٴ· Deutschsprachige Veröffentlichung: als Die Kannibalen-Ameise bei Schweinchen Dick u.a. – Immer die Kleinen (VHS, Ocean, Reihe: Weltberühmte Zeichentrickfilme, Jünger, Reihe: Kinderclub), Die große Schweinchen Dick Show (VHS, Jünger, Reihe: Zeichentrick Parade), Schweinchen Dick und seine Freunde – Die große Schweinchen Dick Show (DVD, 2015 (Classic Cartoon Edition)). |                                     |                                            |                                                    |                                                                         |       |                               | |
| 348 | Kanarienvogel in Not                | The Cagey Canary                           | 22. Nov. 1941 (11. Okt. 1947*)                     | –                                                                       | MM*   | Robert Clampett & Tex Avery   | |
| 349 | Musik am Bau                        | Rhapsody in Rivets                         | 6. Dez. 1941 (16. Aug. 1947*) (11. Sep. 1954*)     | –                                                                       | MM*   | Friz Freleng                  | Oscar-Nominierung (1942).                                                                                     |
| 350 | Immer Ärger mit dem Hasen           | Wabbit Twouble                             | 20. Dez. 1941                                      | Bugs Bunny, Elmer Fudd                                                  | MM    | Robert Clampett               | Erster Bugs-Bunny- und Elmer-Fudd-Cartoon von Robert Clampett; erster Cartoon mit einem dicken Elmer.         |
| ٴ· Deutschsprachige Veröffentlichung: als Immer Ärger mit dem Hasen in der ARD, bei Looney Tunes: Bugs Bunny Collection (DVD, WB, 2003), Bugs Bunny und Looney Tunes (Fernsehserie); ohne dt. Titel bei Bugs Bunnys lustige Zauberwelt (VHS, MGM/UA, 1989). |                                     |                                            |                                                    |                                                                         |       |                               | |
| 351 | Herrchen gesucht                    | Porky’s Pooch                              | 27. Dez. 1941                                      | Schweinchen Dick, Proto-Charlie-Dog                                     | LT    | Robert Clampett               | 1968 und 1990 koloriert; public domain.                                                                       |
| ٴ· Deutschsprachige Veröffentlichung: als Herrchen gesucht bei Schweinchen Dick u.a. – Tücken des Schicksals (VHS, Ocean, Reihe: Weltberühmte Zeichentrickfiguren in lustigen Zeichentrickfilmen), Die große Schweinchen Dick Show (VHS, Jünger, Reihe: Zeichentrick Parade), Schweinchen Dick und seine Freunde – Die große Schweinchen Dick Show (DVD, 2015 (Classic Cartoon Edition)). |                                     |                                            |                                                    |                                                                         |       |                               | |

## 1942
1942 wurden 39 Cartoons veröffentlicht, davon sind 15 Teil der Looney-Tunes-Reihe und 24 Teil der Merrie-Melodies-Reihe, in der neue Figuren, wie etwa Beaky Buzzard, Henery Hawk und Tweety vorgestellt wurden. Letzterer hatte seinen Erstauftritt in Die Geschichte zweier Katzen von Robert Clampett, der auch für den Cartoon Der geschniegelte Kater, dem ersten Farbfilm in der Looney-Tunes-Reihe, verantwortlich war. Von Tex Avery waren nur noch zwei Merrie-Melodies-Cartoons zu sehen, da er Warner Bros. bereits im vorherigen Jahr verlassen hatte. Robert Clampett, Chuck Jones und Friz Freleng waren bei beiden Reihen als Regisseure tätig. Norm McCabe übernahm die Regie bei etwa der Hälfte der Looney-Tunes-Cartoons.
Fast alle Looney Tunes entstanden in Schwarzweiß, einige wurden später koloriert. Alle Merrie Melodies wurden in Farbe produziert. Alle Looney-Tunes-Cartoons bis auf Der geschniegelte Kater und Porky macht Camping sind public domain. In der Merrie-Melodies-Reihe sind die Cartoons Der Hase, der zum Essen kam, Goldgräber unter sich, Es war einmal, Tot oder lebendig, Karriere als Pelzmantel, Die Dover Boys oder die Rivalen aus Roquefort Hall, Wolf im Schafspelz, Die Geschichte zweier Katzen, Ding Dog Daddy und Alles fauler Zauber public domain.
| Nr. | Deutscher Titel                                    | Originaltitel                                                                        | Kinopremiere (USA)             | Bekannte Charaktere                                   | LT/MM   | Regie                       | Anmerkungen |
| --- | -------------------------------------------------- | ------------------------------------------------------------------------------------ | ------------------------------ | ----------------------------------------------------- | ------- | --------------------------- | --- |
| 352 | Der springende Leckerbissen                        | Hop, Skip and a Chump/ Hop Skip and a Chump*                                         | 3. Jan. 1942 (5. Mär. 1949*)   | Laurel und Hardy (als Krähen)                         | MM*     | Friz Freleng                | |
| 353 | Die lästige Fliege                                 | Porky’s Pastry Pirates                                                               | 17. Jan. 1942                  | Schweinchen Dick                                      | LT      | Friz Freleng                | 1992 koloriert; public domain. |
| ٴ· Deutschsprachige Veröffentlichung: als Die lästige Fliege bei Schweinchen Dick u.a. – Tücken des Schicksals (VHS, Ocean, Reihe: Weltberühmte Zeichentrickfiguren in lustigen Zeichentrickfilmen). |                                                    |                                                                                      |                                |                                                       |         |                             | |
| 354 | Der neugierige Ausfahrer                           | The Bird Came C.O.D.                                                                 | 17. Jan. 1942                  | Conrad the Cat                                        | MM      | Chuck Jones                 | Erstauftritt von Conrad the Cat; dt. Alternativtitel: Ein Vogel im Hut.                                                                                     |
| ٴ· Deutschsprachige Veröffentlichung: als Der neugierige Ausfahrer bei Bugs Bunny u.a. – Ohne Haken und Ösen (VHS, Ocean, Reihe: Weltberühmte Zeichentrickfilme, Jünger, Reihe: Kinderclub), Bugs Bunny und seine Freunde – Ohne Haken und Ösen (DVD, 2014 (Classic Cartoon Edition)). |                                                    |                                                                                      |                                |                                                       |         |                             | |
| 355 | Aloha He!                                          | Aloha Hooey                                                                          | 31. Jan. 1942                  | –                                                     | MM      | Tex Avery                   | |
| 356 | Schweinchen Dick als Zoowärter                     | Who’s Who in the Zoo                                                                 | 14. Feb. 1942                  | Schweinchen Dick                                      | LT      | Norm McCabe                 | 1992 koloriert; public domain. |
| ٴ· Deutschsprachige Veröffentlichung: als Schweinchen Dick als Zoowärter bei Schweinchen Dick u.a. – Gefährliche Abenteuer (VHS, Ocean, Reihe: Weltberühmte Zeichentrickfilme, Jünger, Reihe: Kinderclub). |                                                    |                                                                                      |                                |                                                       |         |                             | |
| 357 | –                                                  | Porky’s Cafe                                                                         | 21. Feb. 1942                  | Schweinchen Dick, Conrad the Cat                      | LT      | Chuck Jones                 | 1968 und 1992 koloriert; public domain. |
| 358 | Conrad Ahoi!                                       | Conrad the Sailor                                                                    | 28. Feb. 1942                  | Daffy Duck, Conrad the Cat                            | MM      | Chuck Jones                 | Letztauftritt von Conrad the Cat. |
| 359 | Alle Wunder dieser Welt                            | Crazy Cruise                                                                         | 14. Mär. 1942                  | Kurzauftritt: Bugs Bunny                              | MM      | Tex Avery & Robert Clampett | Letzte Regie von Tex Avery. |
| 360 | Der Hase, der zum Essen kam                        | The Wabbit Who Came to Supper                                                        | 28. Mär. 1942                  | Bugs Bunny, Elmer Fudd                                | MM      | Friz Freleng                | Mit einem dicken Elmer; public domain. |
| ٴ· Deutschsprachige Veröffentlichung: als Der Hase, der zum Essen kam bei Bugs Bunny und Looney Tunes (Fernsehserie), Looney Tunes Collection: Best of Bugs Bunny Volume 3 (DVD, WB, 2007); als Zum Abendessen ein Hase bei Bugs Banny u.a. – Mit List und Tücke (VHS, Ocean, Reihe: Weltberühmte Zeichentrickfiguren in lustigen Zeichentrickfilmen), Bugs Bunny und seine Freunde – Die große Bugs Bunny Show (DVD, 2014 (Classic Cartoon Edition)); als Das Kaninchen, das zum Abendessen kam bei Bugs Bunny und seine Freunde (VHS, Liliput); als Haarige Erbschaft bei Bugs Bunny & Co. Vol. 1 (DVD, VZ, 2002 (Cartoon Pack)); als Ein Hase kommt zum Essen bei Gulliver’s Reisen – Folge 1 (DVD, Planet Song, 2003); ohne dt. Titel bei Mein Name ist Hase (Fernsehserie), Bugs Bunny und seine Freunde 3 (VHS, MCP, Reihe: Kunterbunte Kinderwelt (32) (Europa, Bingo)), Bugs Bunny und seine Freunde (4) (VHS, MCP, Reihen: Bambini, Happy Kids), Bugs Bunny 4 (VHS, Blue Sky, Reihe: Kids Edition), Bugs Bunny und seine Freunde 2 (VHS, MCP, Reihe: Bambini Maxi Video), Bugs Bunny Show 1 (VHS, MCP, Reihe: Bambini Extra), Cartoon Festival 1 (VHS, MCP, Reihe: Videotoons), Bugs Bunny (2) (VHS, Hollywood Electric, Reihe: Star Cartoon Festival), Classic Comics bzw. Trickfilm Classics (DVD, ZYX, 2003, 2011). |                                                    |                                                                                      |                                |                                                       |         |                             | |
| 361 | –                                                  | Saps in Chaps                                                                        | 11. Apr. 1942                  | –                                                     | LT      | Friz Freleng                | Public domain. |
| 362 | Wenn Elefanten brüten                              | Horton Hatches the Egg                                                               | 11. Apr. 1942 (18. Juni 1949*) | Kurzauftritt: Rosebud                                 | MM*     | Robert Clampett             | dt. Alternativtitel: Horton brütet ein Ei aus |
| ٴ· Deutschsprachige Veröffentlichung: als Wenn Elefanten brüten in der ARD. |                                                    |                                                                                      |                                |                                                       |         |                             | |
| 363 | –                                                  | Dog Tired                                                                            | 25. Apr. 1942                  | The Two Curious Puppies                               | MM      | Chuck Jones                 | Letztauftritt von The Two Curious Puppies. |
| 364 | Schlotterente                                      | Daffy’s Southern Exposure                                                            | 2. Mai 1942                    | Daffy Duck                                            | LT      | Norm McCabe                 | Farb-Remake: Die Ente, die den Braten roch (OT: Along Came Daffy, 1947); erster Daffy-Duck-Cartoon von Norm McCabe; 1968 und 1992 koloriert; public domain. |
| ٴ· Deutschsprachige Veröffentlichung: als Schlotterente bei Warner Cartoons 9: Daffy Duck (VHS, WB, 1989, 1990, 1993); als Ein Winter im Norden bei Duffy Duck – Abenteuer einer Ente (VHS, Ocean, Reihe: Weltberühmte Zeichentrickfiguren in lustigen Zeichentrickfilmen), Die große Duffy Duck Show (VHS, Jünger, Reihe: Zeichentrick Parade), Duffy Duck und seine Freunde – Die große Duffy Duck Show (DVD, 2014 (Classic Cartoon Edition)); ohne dt. Titel bei Mein Name ist Hase (Fernsehserie, Folgen 91 und 103). |                                                    |                                                                                      |                                |                                                       |         |                             | |
| 365 | Goldgräber unter sich                              | The Wacky Wabbit                                                                     | 2. Mai 1942                    | Bugs Bunny, Elmer Fudd                                | MM      | Robert Clampett             | Mit einem dicken Elmer; public domain. |
| ٴ· Deutschsprachige Veröffentlichung: als Goldgräber unter sich in der ARD, bei Bugs Bunny & Co. Vol. 1 (DVD, VZ, 2002 (Cartoon Pack)); als Auf Goldsuche bei Bugs Banny u.a. – Mit List und Tücke (VHS, Ocean, Reihe: Weltberühmte Zeichentrickfiguren in lustigen Zeichentrickfilmen), Bugs Bunny und seine Freunde – Die große Bugs Bunny Show (DVD, 2014 (Classic Cartoon Edition)); als Das verrückte Kaninchen bei Bugs Bunny – Cartoon Volume 1 (DVD, Planet Song, 2003); ohne dt. Titel bei Bugs Bunny und seine Freunde (4) (VHS, MCP, Reihen: Bambini, Happy Kids), Bugs Bunny 4 (VHS, Blue Sky, Reihe: Kids Edition), Bugs Bunny und seine Freunde 1 (VHS, MCP, Reihe: Videotoons), Bugs Bunny (VCD, VCR Interaktiv, 1995). |                                                    |                                                                                      |                                |                                                       |         |                             | |
| 366 | –                                                  | The Draft Horse                                                                      | 9. Mai 1942                    | –                                                     | MM      | Chuck Jones                 | |
| 367 | Nichts wie Neon                                    | Lights Fantastic                                                                     | 23. Mai 1942                   | –                                                     | MM      | Friz Freleng                | |
| 368 | –                                                  | Nutty News                                                                           | 23. Mai 1942                   | Elmer Fudd (Stimme), Kurzauftritt: Willoughby the Dog | LT      | Robert Clampett             | Einziger Schwarzweißfilm mit Elmer Fudd; public domain. |
| 369 | Löwenherz und Hasenfuß                             | Hold the Lion, Please                                                                | 6. Juni 1942                   | Bugs Bunny                                            | MM      | Chuck Jones                 | |
| ٴ· Deutschsprachige Veröffentlichung: als Löwenherz und Hasenfuß in der ARD; ohne dt. Titel bei Bugs Bunny – Der Superhase (VHS, MGM/UA, 1986). |                                                    |                                                                                      |                                |                                                       |         |                             | |
| 370 | –                                                  | Hobby Horse-Laffs                                                                    | 6. Juni 1942                   | –                                                     | LT      | Norm McCabe                 | Public domain. |
| 371 | –                                                  | Gopher Goofy                                                                         | 27. Juni 1942                  | –                                                     | LT      | Norm McCabe                 | Public domain. |
| 372 | Der doppelte Verfolger                             | Double Chaser                                                                        | 27. Juni 1942 (25. Mär. 1950*) | –                                                     | MM*     | Friz Freleng                | dt. Alternativtitel: Jäger und Gejagte |
| ٴ· Deutschsprachige Veröffentlichung: als Der doppelte Verfolger bei Silvester gibt ein Konzert (VHS, Hollywood Electric, Reihe: Star Cartoon Festival). |                                                    |                                                                                      |                                |                                                       |         |                             | |
| 373 | Hol’s der Geier!                                   | Bugs Bunny Gets the Boid                                                             | 11. Juli 1942                  | Bugs Bunny, Beaky Buzzard, Mama Buzzard               | MM      | Robert Clampett             | Erstauftritt von Beaky Buzzard; dt. Alternativtitel: Bugs Bunny und der Baby-Bussard.                                                                       |
| ٴ· Deutschsprachige Veröffentlichung: als Hol’s der Geier! bei Bugs Bunny und Looney Tunes (Fernsehserie); als Hol’s der Geier bei Looney Tunes: All Stars – Ihre ersten Cartoons Teil 1 (DVD, WB, 2003). |                                                    |                                                                                      |                                |                                                       |         |                             | |
| 374 | –                                                  | Wacky Blackout                                                                       | 11. Juli 1942 (C)              | –                                                     | LT      | Robert Clampett             | Public domain. |
| 375 | Es war einmal                                      | Foney Fables                                                                         | 1. Aug. 1942                   | verschiedene Märchenfiguren                           | MM      | Friz Freleng                | Public domain; dt. Alternativtitel: Muntere Märchen. |
| ٴ· Deutschsprachige Veröffentlichung: als Es war einmal bei Duffy Duck – Abenteuer einer Ente (VHS, Ocean, Reihe: Weltberühmte Zeichentrickfiguren in lustigen Zeichentrickfilmen); ohne dt. Titel bei Classic Comics bzw. Trickfilm Classics (DVD, ZYX, 2003, 2011). |                                                    |                                                                                      |                                |                                                       |         |                             | |
| 376 | –                                                  | The Ducktators                                                                       | 1. Aug. 1942                   | –                                                     | LT      | Norm McCabe                 | Propagandafilm; public domain. |
| ٴ· Deutschsprachige Veröffentlichung: ohne dt. Titel bei Cartoons ziehen in den Krieg (DVD, cmv-Laservision, 2004 (nur Untertitel)). |                                                    |                                                                                      |                                |                                                       |         |                             | |
| 377 | Nein, meinen Wurm ess ich nicht!                   | The Squawkin’ Hawk                                                                   | 8. Aug. 1942 (10. Juli 1948*)  | Henery Hawk                                           | MM*     | Chuck Jones                 | Erster von zwei Henery-Hawk-Cartoons von Chuck Jones; Erstauftritt von Henery Hawk.                                                                         |
| 378 | Tot oder lebendig                                  | Fresh Hare                                                                           | 22. Aug. 1942                  | Bugs Bunny, Elmer Fudd                                | MM      | Friz Freleng                | Letzter Cartoon mit einem dicken Elmer; public domain. |
| ٴ· Deutschsprachige Veröffentlichung: als Tot oder lebendig bei Bugs Bunny und seine Freunde – Die große Bugs Bunny Show (DVD, 2014 (Classic Cartoon Edition)); als Bugs Bunny stellt sich bei Bugs Bunny & Co. Vol. 2 (DVD, VZ, 2002 (Cartoon Pack)); ohne dt. Titel bei Mein Name ist Hase (Fernsehserie), Bugs Bunny und seine Freunde (3) (VHS, MCP, Reihen: Bambini, Happy Kids), Bugs Bunny 3 (VHS, Blue Sky, Reihe: Kids Edition), Bugs Bunny und seine Freunde 1 (VHS, MCP, Reihe: Bambini Maxi Video), Bugs Bunny Show 1 (VHS, MCP, Reihe: Bambini Extra), Bugs Bunny und seine Freunde 2 (VHS, MCP, Reihe: Videotoons), Bugs Bunny Teil 1 (VHS, MCP), Daffy Duck (VHS, Hollywood Electric, Reihe: Star Cartoon Festival), Bugs Bunny (VCD, VCR Interaktiv, 1995), Casper und andere Zeichentrick Geschichten (DVD, NUM, 2006). |                                                    |                                                                                      |                                |                                                       |         |                             | |
| 379 | –                                                  | Eatin’ on the Cuff or The Moth Who Came to Dinner                                    | 22. Aug. 1942                  | –                                                     | LT      | Robert Clampett             | Mit Realszenen; public domain. |
| 380 | Karriere als Pelzmantel                            | Fox Pop                                                                              | 5. Sep. 1942 (28. Sep. 1946*)  | –                                                     | MM*     | Chuck Jones                 | Public domain. |
| ٴ· Deutschsprachige Veröffentlichung: als Karriere als Pelzmantel bei Gulliver’s Reisen – Folge 2 (DVD, Planet Song, 2003); als Fox Pop bei Casper der Geist (VHS, Hollywood Electric, Reihe: Star Cartoon Festival); als Fuchs in Mode bei Bugs Bunny & Co. Vol. 1 (DVD, VZ, 2002 (Cartoon Pack)); ohne dt. Titel bei Der Wolf und die 7 Geißlein (VHS, Sunny Sound, Reihe: Bambini), Classic Comics bzw. Trickfilm Classics (DVD, ZYX, 2003, 2011). |                                                    |                                                                                      |                                |                                                       |         |                             | |
| 381 | Ein ungeduldiger Patient                           | The Impatient Patient                                                                | 5. Sep. 1942                   | Daffy Duck, Dr. Jekyll                                | LT      | Norm McCabe                 | 1968 und 1992 koloriert; public domain. |
| ٴ· Deutschsprachige Veröffentlichung: als Ein ungeduldiger Patient bei Bugs Bunny – Cartoon Volume 2 (DVD, Planet Song, 2003), Daffy Duck – Cartoon Volume 1 (DVD, Planet Song, 2003); als Der unruhige Patient bei Abenteuer mit dem lustigen Bösewicht (VHS, Liliput); ohne dt. Titel bei Daffy Duck und seine Freunde (1) bzw. Daffy Duck 1 (VHS, MCP, Reihen: Bambini, Happy Kids, Kunterbunte Kinderwelt (28) (Europa, Bingo)), Daffy Duck und seine Freunde 1 (VHS, Blue Sky, Reihe: Kids Edition), Daffy Duck und seine Freunde 1 (VHS, MCP, Reihe: Bambini Maxi Video), Bugs Bunny und seine Freunde 2 (VHS, MCP, Reihe: Videotoons), Großmutter Hubbard (VHS, Hollywood Electric, Reihe: Star Cartoon Festival). |                                                    |                                                                                      |                                |                                                       |         |                             | |
| 382 | Die Dover Boys oder die Rivalen aus Roquefort Hall | The Dover Boys at Pimento University or The Rivals of Roquefort Hall/ The Dover Boys | 19. Sep. 1942                  | –                                                     | MM      | Chuck Jones                 | Public domain; dt. Alternativtitel: Die Dover Boys. |
| ٴ· Deutschsprachige Veröffentlichung: als Die Dover Boys oder die Rivalen aus Roquefort Hall bei Looney Tunes: Best of Road Runner Teil 1 (DVD, WB, 2004), Bugs Bunny und Looney Tunes (Fernsehserie). |                                                    |                                                                                      |                                |                                                       |         |                             | |
| 383 | Der geschniegelte Kater                            | The Hep Cat                                                                          | 3. Okt. 1942 (12. Nov. 1949*)  | Willoughby the Dog                                    | LT, MM* | Robert Clampett             | Erster Farbfilm in der Looney-Tunes-Reihe; ältester Looney-Tunes-Cartoon, der im Rahmen des Blue-Ribbon-Programms wiederveröffentlicht wurde.               |
| ٴ· Deutschsprachige Veröffentlichung: als Der geschniegelte Kater bei Looney Tunes: All Stars Collection – Ihre ersten Cartoons Teil 3 (DVD, WB, 2005), Bugs Bunny und Looney Tunes (Fernsehserie), Looney Tunes Platinum Collection – Volume Drei (Blu-ray, WB, 2014); als Kater-Theater in der ARD. |                                                    |                                                                                      |                                |                                                       |         |                             | |
| 384 | Wolf im Schafspelz                                 | The Sheepish Wolf                                                                    | 17. Okt. 1942 (4. Mär. 1950*)  | –                                                     | MM*     | Friz Freleng                | Public domain. |
| ٴ· Deutschsprachige Veröffentlichung: ohne dt. Titel bei Classic Comics bzw. Trickfilm Classics (DVD, ZYX, 2003, 2011). |                                                    |                                                                                      |                                |                                                       |         |                             | |
| 385 | Daffys kleine Squaw                                | The Daffy Duckaroo                                                                   | 24. Okt. 1942                  | Daffy Duck                                            | LT      | Norm McCabe                 | Letzter Daffy-Duck-Cartoon von Norm McCabe; 1968 und 1990 koloriert; public domain.                                                                         |
| ٴ· Deutschsprachige Veröffentlichung: als Daffys kleine Squaw bei Daffy Duck 2 (VHS, WB, 1993); als Im Wilden Westen bei Duffy Duck – Abenteuer einer Ente (VHS, Ocean, Reihe: Weltberühmte Zeichentrickfiguren in lustigen Zeichentrickfilmen), Duffy Duck und seine Freunde – Die große Duffy Duck Show (DVD, 2014 (Classic Cartoon Edition)); als Im wilden Westen bei Die große Duffy Duck Show (VHS, Jünger, Reihe: Zeichentrick Parade); ohne dt. Titel bei Mein Name ist Hase (Fernsehserie, Folge 90). |                                                    |                                                                                      |                                |                                                       |         |                             | |
| 386 | Der hasenfüssige Hypnotiseur                       | The Hare-Brained Hypnotist                                                           | 31. Okt. 1942                  | Bugs Bunny, Elmer Fudd                                | MM      | Friz Freleng                | dt. Alternativtitel: Hase unter Hypnose |
| ٴ· Deutschsprachige Veröffentlichung: als Der hasenfüssige Hypnotiseur bei Bugs Bunny und Looney Tunes (Fernsehserie); als Der hasenfüßige Hypnotiseur bei Looney Tunes: Bugs Bunnys Meisterwerke (DVD, WB, 2004); als Unter Hypnose bei Bugs Bunny u.a. – Faule Tricks und dumme Witze (VHS, Ocean, Reihe: Weltberühmte Zeichentrickfilme, Jünger, Reihe: Kinderclub), Bugs Bunny (VCD, VCR Interaktiv, 1995), Bugs Bunny und seine Freunde – Faule Tricks (DVD, 2014 (Classic Cartoon Edition)); als Bugs Bunny der Hypnotiseur bei Cartoon Festival (DVD, Cine Plus, 2003, Reihe: Hits für Kids); ohne dt. Titel bei Bugs Bunny und seine Freunde 4 (VHS, MCP, Reihe: Kunterbunte Kinderwelt (33) (Europa, Bingo)), Bugs Bunny und seine Freunde (6) (VHS, MCP, Reihen: Bambini, Happy Kids), Bugs Bunny und seine Freunde 2 (VHS, MCP, Reihe: Bambini Maxi Video), Bugs Bunny Teil 2 (VHS, MCP). |                                                    |                                                                                      |                                |                                                       |         |                             | |
| 387 | Die Geschichte zweier Katzen                       | A Tale of Two Kitties                                                                | 21. Nov. 1942 (31. Juli 1948*) | Tweety, Babbit & Catstello (als Katzen)               | MM*     | Robert Clampett             | Erstauftritt von Tweety, Babbit und Catstello; public domain.                                                                                               |
| ٴ· Deutschsprachige Veröffentlichung: als Die Geschichte zweier Katzen bei Katzen (DVD, Planet Song, 2003); als Die Geschichte von Zwei Kätzchen bei die Geschichte von Zwei Katzchen (VHS, Hollywood Electric, Reihe: Star Cartoon Festival); als Ein Märchen von zwei Kätzchen bei Cinderella (VHS, Hollywood Electric, Reihe: Star Cartoon Festival); als Vogelfang mit Hindernissen bei Bugs Bunny & Co. Vol. 2 (DVD, VZ, 2002 (Cartoon Pack)); ohne dt. Titel bei Katzen (VHS, MCP, Reihe: Bambini Maxi Video), Bugs Bunny und seine Freunde 2 (VHS, MCP, Reihe: Videotoons), Porky’s Eisenbahn-Wettfahrt (VHS, E.A.T.). |                                                    |                                                                                      |                                |                                                       |         |                             | |
| 388 | Ding Dog Daddy                                     | Ding Dog Daddy                                                                       | 5. Dez. 1942                   | –                                                     | MM      | Friz Freleng                | Public domain; dt. Alternativtitel: Hundeliebe. |
| ٴ· Deutschsprachige Veröffentlichung: als Ding Dog Daddy bei Mary’s kleine Lamm (VHS, Hollywood Electric, Reihe: Star Cartoon Festival); als Ding Dog Daddy oder: Muss Liebe schön sein bei Überraschungs-Party 2 (VHS, MCP, Reihe: Bambini Maxi Video); ohne Titel bei Daffy Duck – Der Meistersänger (VHS, Jaguar). |                                                    |                                                                                      |                                |                                                       |         |                             | |
| 389 | Porky macht Camping                                | My Favorite Duck                                                                     | 5. Dez. 1942 (28. Jan. 1950*)  | Daffy Duck, Schweinchen Dick                          | LT, MM* | Chuck Jones                 | Farbfilm. |
| ٴ· Deutschsprachige Veröffentlichung: als Porky macht Camping in der ARD, bei Tom, Jerry & Co. (Fernsehserie, Folge 1x15); ohne dt. Titel bei Schweinchen Dick’s lustige Abenteuer (VHS, MGM/UA, 1988, 1991). |                                                    |                                                                                      |                                |                                                       |         |                             | |
| 390 | Alles fauler Zauber                                | Case of the Missing Hare                                                             | 12. Dez. 1942                  | Bugs Bunny                                            | MM      | Chuck Jones                 | Public domain. |
| ٴ· Deutschsprachige Veröffentlichung: als Alles fauler Zauber bei Bugs Bunny und Looney Tunes (Fernsehserie), Looney Tunes Collection: Best of Bugs Bunny Volume 3 (DVD, WB, 2007), Boomerangs Starparade (Fernsehserie, 2013); als Hokus-Pokus-Hasenfuß! in der ARD; als Hokus-Pokus Hasenfuss bei Bugs Bunny & Co. Vol. 3 (DVD, VZ, 2002 (Cartoon Pack)); als Der Fall des verschwundenen Hasen bei Bugs Bunny und seine Freunde (VHS, Liliput); als Der Zauberkünstler bei Bugs Bunny u.a. – Aber nicht mit mir (VHS, Ocean, Reihe: Weltberühmte Zeichentrickfiguren in lustigen Zeichentrickfilmen), Bugs Bunny und seine Freunde – Die große Bugs Bunny Show (DVD, 2014 (Classic Cartoon Edition)); als Bugs Bunny – der Gaukler bei Bugs Bunny und Freunde (VHS, 3 Pagen); ohne dt. Titel bei Bugs Bunny und seine Freunde (2) (VHS, MCP, Reihen: Bambini, Happy Kids, Kunterbunte Kinderwelt (8) (Europa, Bingo)), Bugs Bunny 2 (VHS, Blue Sky, Reihe: Kids Edition), Bugs Bunny und seine Freunde 1 (VHS, MCP, Reihe: Bambini Maxi Video), Cartoon Festival 1 (VHS, MCP, Reihe: Happy Kids), Cartoon Festival 1 (VHS, MCP, Reihe: Videotoons), Daffy Duck im Dinoland (VHS, CMA, Reihe: Stars der Kinderwelt, E.A.T.).                                                                                                  |                                                    |                                                                                      |                                |                                                       |         |                             | |

## 1943
1943 wurden 29 Cartoons veröffentlicht, davon sind 10 Teil der Looney-Tunes-Reihe und 19 Teil der Merrie-Melodies-Reihe, in der neue Figuren, wie etwa Claude Cat und Hubie und Bertie vorgestellt wurden. In diesem Jahr wurden die zwei Cartoons Schweinepolka und Und ewig lockt der Wurm von Friz Freleng veröffentlicht, die beide eine Oscar-Nominierung erhielten. Auch waren wieder drei Looney-Tunes-Cartoons von Frank Tashlin zu sehen, der sich, nach seinem Weggang von Warner Bros. im Jahr 1938, dem Unternehmen bereits 1942 wieder angeschlossen hatte und dessen Cartoon Puss n’ Booty der letzte Schwarzweißfilm beider Reihen ist. Von Norm McCabe erschienen nur noch drei Looney-Tunes-Cartoons, da er das Unternehmen verließ. Friz Freleng, Chuck Jones und Robert Clampett waren bei beiden Reihen als Regisseure tätig. Zudem startete dieses Jahr das Blue-Ribbon-Programm, das, durch die Neuveröffentlichung bereits vorhandener Cartoons, die kriegsbedingten Produktionsausfälle neuer Cartoons kompensieren sollte.
Von den Looney Tunes entstanden vier in Farbe und sechs in schwarzweiß, wobei vier davon später koloriert wurden. Alle Merrie Melodies wurden in Farbe produziert. Alle Looney-Tunes-Cartoons bis auf Tanz am Rande des Kochtopfs sind public domain. In der Merrie-Melodies-Reihe sind die Cartoons Schweinepolka, Diene nie einer Katze, Hula Hula Hase, Wunderliche Walzerträume, Kommt ein Häschen geflogen und Inki und der Rabe public domain.
| Nr. | Deutscher Titel                | Originaltitel                               | Kinopremiere (USA)             | Bekannte Charaktere                                                                                 | LT/MM | Regie           | Anmerkungen |
| --- | ------------------------------ | ------------------------------------------- | ------------------------------ | --------------------------------------------------------------------------------------------------- | ----- | --------------- | --- |
| 391 | –                              | Coal Black and de Sebben Dwarfs             | 16. Jan. 1943                  | –                                                                                                   | MM    | Robert Clampett | Einer der Censored 11. |
| 392 | –                              | Confusions of a Nutzy Spy                   | 23. Jan. 1943                  | Schweinchen Dick                                                                                    | LT    | Norm McCabe     | Propagandafilm; letzter Schweinchen-Dick-Cartoon von Norm McCabe; 1992 koloriert; public domain. |
| ٴ· Deutschsprachige Veröffentlichung: ohne dt. Titel bei Cartoons ziehen in den Krieg (DVD, cmv-Laservision, 2004 (nur Untertitel)). |                                |                                             |                                | |       |                 | |
| 393 | Schweinepolka                  | Pigs in a Polka                             | 2. Feb. 1943 (14. Aug. 1948*)  | Böser Wolf, Die drei kleinen Schweinchen                                                            | MM*   | Friz Freleng    | Oscar-Nominierung (1943); public domain. |
| ٴ· Deutschsprachige Veröffentlichung: als Schweinepolka bei Bugs Bunny und Looney Tunes (Fernsehserie), Looney Tunes Collection: Best of Porky Volume 2 (DVD, WB, 2007), Looney Tunes Platinum Collection – Volume Drei (Blu-ray, WB, 2014); als Der Große Böse Wolf bei Der große böse Wolf (VHS, Hollywood Electric, Reihe: Star Cartoon Festival); als Die Schweinepolka bei Schweinchen Dick u.a. – Tücken des Schicksals (VHS, Ocean, Reihe: Weltberühmte Zeichentrickfiguren in lustigen Zeichentrickfilmen); als Schweine-Polka bei Bugs Bunny & Co. Vol. 5 (DVD, VZ, 2002 (Cartoon Pack)); als Drei kleine Schweinchen bei Schweinchen Dick (DVD, Planet Song, 2003); ohne dt. Titel bei Schweinchen Dick & Co. (VHS, MCP, Reihe: Videotoons), Schweinchen Dick u.a. (VCD, VCR Interaktiv, 1995), Classic Comics 4 (VCD, ZYX, 1995), Classic Comics bzw. Trickfilm Classics (DVD, ZYX, 2003, 2011). |                                |                                             |                                | |       |                 | |
| 394 | Das große Rennen               | Tortoise Wins by a Hare                     | 20. Feb. 1943                  | Bugs Bunny, Cecil Turtle                                                                            | MM    | Robert Clampett | Nicht zu verwechseln mit Das große Rennen aus dem Jahr 1939 (OT: Porky and Teabiscuit) oder Das grosse Rennen aus dem Jahr 1965 (OT: The Wild Chase); Fortsetzung von Schildkröte besiegt Hase (OT: Tortoise Beats Hare, 1941).         |
| ٴ· Deutschsprachige Veröffentlichung: als Das große Rennen bei Looney Tunes: All Stars – Ihre ersten Cartoons Teil 1 (DVD, WB, 2003); als Ausgetrickst in der ARD. |                                |                                             |                                | |       |                 | |
| 395 | Ring frei für Daffy Duck       | To Duck.... or Not to Duck                  | 6. Mär. 1943                   | Daffy Duck, Elmer Fudd, Laramore (Proto-Charlie-Dog)                                                | LT    | Chuck Jones     | Farbfilm; erster gemeinsamer Auftritt von Daffy Duck und Elmer Fudd; public domain. |
| ٴ· Deutschsprachige Veröffentlichung: als Ring frei für Daffy Duck in der ARD, bei Bugs Bunny & Co. Vol. 3 (DVD, VZ, 2002 (Cartoon Pack)); als Untertauchen oder nicht bei Daffy Duck (VHS, Hollywood Electric, Reihe: Star Cartoon Festival); als Ente oder nicht Ente bei Daffy Duck – Cartoon Volume 1 (DVD, Planet Song, 2003); ohne dt. Titel bei Daffy Duck und seine Freunde (1) bzw. Daffy Duck 1 (VHS, MCP, Reihen: Bambini, Happy Kids, Kunterbunte Kinderwelt (28) (Europa, Bingo)), Daffy Duck und seine Freunde 1 (VHS, Blue Sky, Reihe: Kids Edition), Daffy Duck und seine Freunde 1 (VHS, MCP, Reihe: Bambini Maxi Video), Cartoon Festival 1 (VHS, MCP, Reihe: Videotoons). |                                |                                             |                                | |       |                 | |
| 396 | Diene nie einer Katze          | The Fifth-Column Mouse/ Fifth Column Mouse* | 6. Mär. 1943 (22. Apr. 1950*)  | Maus ähnlich Hubie                                                                                  | MM*   | Friz Freleng    | Propagandafilm; public domain; dt. Alternativtitel: Die Maus von der fünften Kolonnie. |
| ٴ· Deutschsprachige Veröffentlichung: als Diene nie einer Katze bei Herman und seine Freunde (DVD, Planet Song, 2003); als Die fünfte Mäusekolonie bei Die kleinen Mäuschen (VHS, Liliput); als Die fünfte Mäusekolonne bei Die fünfte Mausekolonne (VHS, Hollywood Electric, Reihe: Star Cartoon Festival); als Die Verrätermaus bei Katz und Maus – Bekannte Mäusegeschichten (VHS, Ocean, Reihe: Weltberühmte Zeichentrickfilme, Jünger, Reihe: Kinderclub); als Die Maus von der fünften Kolonne bei Bugs Bunny & Co. Vol. 4 (DVD, VZ, 2002 (Cartoon Pack)); ohne dt. Titel bei Herman 1 (VHS, MCP, Reihe: Bambini Maxi Video), Classic Comics bzw. Trickfilm Classics (DVD, ZYX, 2003, 2011). |                                |                                             |                                | |       |                 | |
| 397 | –                              | Flop Goes the Weasel                        | 20. Mär. 1943 (21. Mai 1949*)  | –                                                                                                   | MM*   | Chuck Jones     | |
| 398 | –                              | Hop and Go                                  | 27. Mär. 1943                  | –                                                                                                   | LT    | Norm McCabe     | Public domain. |
| 399 | Super-Schlappohr               | Super-Rabbit                                | 3. Apr. 1943                   | Bugs Bunny, Cottontail Smith                                                                        | MM    | Chuck Jones     | Hugo-Award-Nominierung (1944); Propagandafilm; dt. Alternativtitel: Superbunny. |
| ٴ· Deutschsprachige Veröffentlichung: als Super-Schlappohr bei Bugs Bunny und Looney Tunes (Fernsehserie), Looney Tunes Collection: Best of Bugs Bunny Volume 3 (DVD, WB, 2007), Boomerangs Starparade (Fernsehserie, 2013); ohne dt. Titel bei Bugs Bunny – Der Superhase (VHS, MGM/UA, 1986). |                                |                                             |                                | |       |                 | |
| 400 | Herr Bär hat’s schwer          | The Unbearable Bear                         | 17. Apr. 1943 (9. Dez. 1950*)  | Sniffles                                                                                            | MM*   | Chuck Jones     | |
| 401 | Tanz am Rande des Kochtopfs    | The Wise Quacking Duck                      | 1. Mai 1943                    | Daffy Duck                                                                                          | LT    | Robert Clampett | Farbfilm. |
| ٴ· Deutschsprachige Veröffentlichung: als Tanz am Rande des Kochtopfs in der ARD; ohne dt. Titel bei Duffy Duck ist nicht zu schlagen (VHS, MGM/UA, 1988, 1991). |                                |                                             |                                | |       |                 | |
| 402 | Und ewig lockt der Wurm        | Greetings Bait                              | 15. Mai 1943 (28. Aug. 1948*)  | Wacky Worm                                                                                          | MM*   | Friz Freleng    | Oscar-Nominierung (1944); Letztauftritt von Wacky Worm. |
| ٴ· Deutschsprachige Veröffentlichung: als Greeting Bait bei Bugs Bunny und seine Freunde (VHS, Hollywood Electric, Reihe: Star Cartoon Festival). |                                |                                             |                                | |       |                 | |
| 403 | –                              | Tokio Jokio                                 | 15. Mai 1943                   | –                                                                                                   | LT    | Norm McCabe     | Propagandafilm; letzte Regie von Norm McCabe; public domain. |
| 404 | Yankee Doodle Daffy            | Yankee Doodle Daffy                         | 5. Juni 1943                   | Daffy Duck, Schweinchen Dick, Kurzauftritt auf einem Bild: Bugs Bunny                               | LT    | Friz Freleng    | Farbfilm; public domain; dt. Alternativtitel: Manager Daffy. |
| ٴ· Deutschsprachige Veröffentlichung: als Yankee Doodle Daffy bei Looney Tunes: Daffy Duck und Schweinchen Dick Collection (DVD, WB, 2003), Bugs Bunny und Looney Tunes (Fernsehserie), Yankee Doodle Daffy (VHS, Hollywood Electric, Reihe: Star Cartoon Festival), Bugs Bunny & Co. Vol. 2 (DVD, VZ, 2002 (Cartoon Pack)), Bugs Bunny – Cartoon Volume 1 (DVD, Planet Song, 2003); ohne dt. Titel bei Bugs Bunny und seine Freunde (1) (VHS, MCP, Reihen: Bambini, Happy Kids, Kunterbunte Kinderwelt (7) (Europa, Bingo)), Bugs Bunny 1 (VHS, Blue Sky, Reihe: Kids Edition), Schweinchen Dick 1 (VHS, MCP, Reihe: Bambini Maxi Video), Herman und seine Freunde (VHS, MCP, Reihe: Bambini Extra), Cartoon Festival 2 (VHS, MCP, Reihe: Happy Kids), Cartoon Festival 2 (VHS, MCP, Reihe: Videotoons), Daffy Duck – Der Meistersänger (VHS, Jaguar). |                                |                                             |                                | |       |                 | |
| 405 | Ein Riesen-Spass               | Jack-Wabbit and the Beanstalk               | 12. Juni 1943                  | Bugs Bunny                                                                                          | MM    | Friz Freleng    | |
| ٴ· Deutschsprachige Veröffentlichung: ohne dt. Titel bei Mein Name ist Hase (Fernsehserie). |                                |                                             |                                | |       |                 | |
| 406 | Die Katze lernt das Mausen nie | The Aristo-Cat                              | 12. Juni 1943 (11. Nov. 1950*) | Claude Cat, Hubie & Bertie                                                                          | MM*   | Chuck Jones     | Erstauftritt von Claude Cat, Hubie und Bertie. |
| 407 | Hula Hula Hase                 | Wackiki Wabbit                              | 3. Juli 1943                   | Bugs Bunny                                                                                          | MM    | Chuck Jones     | Public domain; dt. Alternativtitel: Südseeträume. |
| ٴ· Deutschsprachige Veröffentlichung: als Hula Hula Hase bei Bugs Bunny und Looney Tunes (Fernsehserie), Looney Tunes Collection: Best of Bugs Bunny Volume 3 (DVD, WB, 2007); als Wakiki Wabbit bei Yankee Doodle Daffy (VHS, Hollywood Electric, Reihe: Star Cartoon Festival); als Hase Hawai bei Bugs Bunny – Cartoon Volume 2 (DVD, Planet Song, 2003), Dschungel Abenteuer (DVD, Planet Song, 2003); ohne dt. Titel bei Bugs Bunny und seine Freunde (1) (VHS, MCP, Reihen: Bambini, Happy Kids, Kunterbunte Kinderwelt (7) (Europa, Bingo)), Bugs Bunny 1 (VHS, Blue Sky, Reihe: Kids Edition), Bugs Bunny und seine Freunde 1 (VHS, MCP, Reihe: Bambini Maxi Video), Dschungel-Abenteuer (VHS, MCP, Reihe: Bambini Maxi Video), Bugs Bunny Show 1 (VHS, MCP, Reihe: Bambini Extra), Bugs Bunny und seine Freunde 2 (VHS, MCP, Reihe: Videotoons), Bugs Bunny Teil 2 (VHS, MCP). |                                |                                             |                                | |       |                 | |
| 408 | Schweinchen im Hotel           | Porky Pig’s Feat                            | 17. Juli 1943                  | Daffy Duck, Schweinchen Dick, Kurzauftritt: Bugs Bunny                                              | LT    | Frank Tashlin   | Erste Regie von Frank Tashlin seit 1938; erster Daffy-Duck-Cartoon von Frank Tashlin; einziger Schwarzweißfilm mit dem offiziellen Bugs Bunny und letzter Schwarzweißfilm mit Schweinchen Dick; 1968 und 1990 koloriert; public domain. |
| ٴ· Deutschsprachige Veröffentlichung: als Schweinchen im Hotel bei Bugs Bunny und Looney Tunes (Fernsehserie), Looney Tunes Collection: Best of Porky Volume 2 (DVD, WB, 2007). |                                |                                             |                                | |       |                 | |
| 409 | –                              | Tin Pan Alley Cats                          | 17. Juli 1943                  | verschiedene                                                                                        | MM    | Robert Clampett | Einer der Censored 11. |
| 410 | –                              | Scrap Happy Daffy                           | 21. Aug. 1943                  | Daffy Duck, Hitler                                                                                  | LT    | Frank Tashlin   | Letzter Schwarzweißfilm mit Daffy Duck; 1995 koloriert; public domain. |
| ٴ· Deutschsprachige Veröffentlichung: ohne dt. Titel bei Cartoons ziehen in den Krieg (DVD, cmv-Laservision, 2004 (nur Untertitel)). |                                |                                             |                                | |       |                 | |
| 411 | Wenn zwei sich streiten        | Hiss and Make Up                            | 11. Sep. 1943 (18. Sep. 1948*) | –                                                                                                   | MM*   | Friz Freleng    | |
| 412 | Wunderliche Walzerträume       | A Corny Concerto                            | 18. Sep. 1943                  | Bugs Bunny, Daffy Duck, Schweinchen Dick, Elmer Fudd                                                | MM    | Robert Clampett | Erster gemeinsamer Auftritt von Bugs Bunny und Daffy Duck, Schweinchen Dick und Elmer Fudd sowie einziger gemeinsamer Auftritt von Bugs Bunny und Schweinchen Dick bis 1979; public domain.                                             |
| ٴ· Deutschsprachige Veröffentlichung: als Wunderliche Walzerträume in der ARD, bei Looney Tunes: All Stars Collection – Ihre ersten Cartoons Teil 3 (DVD, WB, 2005), Bugs Bunny und Looney Tunes (Fernsehserie), Boomerangs Starparade (Fernsehserie, 2014), Looney Tunes Platinum Collection – Volume Drei (Blu-ray, WB, 2014), Bugs Bunny & Co. Vol. 2 (DVD, VZ, 2002 (Cartoon Pack)); als Bugs Bunny – Merkwürdiges Konzert bei Bugs Bunny und Freunde (VHS, 3 Pagen); als Cornys Konzert bei Casper und andere Zeichentrick-Geschichten (DVD, V.D.M.-NL, 2003), Cartoon Mania (DVD, M.N.D.-ESP); als Konzert mit Hindernissen bei Schweinchen Dick (DVD, Planet Song, 2003), Daffy Duck – Cartoon Volume 1 (DVD, Planet Song, 2003), Gulliver’s Reisen – Folge 2 (DVD, Planet Song, 2003); ohne dt. Titel bei Bugs Bunny und seine Feinde (VHS, MGM/UA, 1988), Bugs Bunny und seine Freunde (3) (VHS, MCP, Reihen: Bambini, Happy Kids, Kunterbunte Kinderwelt (32) (Europa, Bingo)), Bugs Bunny 3 (VHS, Blue Sky, Reihe: Kids Edition), Bugs Bunny und seine Freunde 2 (VHS, MCP, Reihe: Bambini Maxi Video), Daffy Duck und seine Freunde 1 (VHS, MCP, Reihe: Bambini Maxi Video), Schweinchen Dick & Co. (VHS, MCP, Reihe: Videotoons), Bugs Bunny (VHS, Hollywood Electric, Reihe: Star Cartoon Festival), Bugs Bunny Teil 1 (VHS, MCP), Classic Comics bzw. Trickfilm Classics (DVD, ZYX, 2003, 2011). |                                |                                             |                                | |       |                 | |
| 413 | Katze auf Tauchstation         | Fin’n Catty                                 | 23. Okt. 1943 (11. Dez. 1948*) | Claude Cat                                                                                          | MM*   | Chuck Jones     | |
| 414 | Kommt ein Häschen geflogen     | Falling Hare                                | 30. Okt. 1943                  | Bugs Bunny, The Gremlin                                                                             | MM    | Robert Clampett | Propagandafilm; public domain. |
| ٴ· Deutschsprachige Veröffentlichung: als Kommt ein Häschen geflogen bei Looney Tunes Collection: All-Stars Volume 4 (DVD, WB, 2007), Looney Tunes Platinum Collection – Volume Drei (Blu-ray, WB, 2014); als Bugs Bunny geht in die Luft in der ARD, bei Bugs Bunny & Co. Vol. 1 (DVD, VZ, 2002 (Cartoon Pack)); ohne dt. Titel bei Bugs Bunny und seine Freunde (1) (VHS, MCP, Reihen: Bambini, Happy Kids, Kunterbunte Kinderwelt (7) (Europa, Bingo)), Bugs Bunny 1 (VHS, Blue Sky, Reihe: Kids Edition), Bugs Bunny und seine Freunde 1 (VHS, MCP, Reihe: Bambini Maxi Video), Bugs Bunny und seine Freunde 1 (VHS, MCP, Reihe: Videotoons), Bugs Bunny Teil 1 (VHS, MCP), Bugs Bunny (3) (VHS, Hollywood Electric, Reihe: Star Cartoon Festival), Classic Comics 4 (VCD, ZYX, 1995), Classic Comics bzw. Trickfilm Classics (DVD, ZYX, 2003, 2011). |                                |                                             |                                | |       |                 | |
| 415 | Inki und der Rabe              | Inki and the Minah Bird                     | 6. Nov. 1943 (20. Aug. 1949*)  | Inki, Mynah Bird                                                                                    | MM*   | Chuck Jones     | Public domain. |
| ٴ· Deutschsprachige Veröffentlichung: als Inki und der Rabe bei Tweety & Sylvester – Tweety macht fette Beute (VHS, MGM/UA, 1990, 1991); als Inki und der Vogel bei Bugs Bunny & Co. Vol. 3 (DVD, VZ, 2002 (Cartoon Pack)); als Inki und der Minah Vogel bei Dschungel Abenteuer (DVD, Planet Song, 2003), Der König der Tiere – Abenteuer aus dem Dschungel (DVD, Power Station, 2004), Bugs Bunny (VHS, Hollywood Electric, Reihe: Star Cartoon Festival); ohne dt. Titel bei Bugs Bunny und seine Freunde (3) (VHS, MCP, Reihen: Bambini, Happy Kids, Kunterbunte Kinderwelt (32) (Europa, Bingo)), Bugs Bunny 3 (VHS, Blue Sky, Reihe: Kids Edition), Dschungel-Abenteuer (VHS, MCP, Reihe: Bambini Maxi Video), Classic Comics 4 (VCD, ZYX, 1995), Classic Comics bzw. Trickfilm Classics (DVD, ZYX, 2003, 2011). |                                |                                             |                                | |       |                 | |
| 416 | Das Daffy Kommando             | Daffy – The Commando                        | 20. Nov. 1943                  | Daffy Duck, Hitler                                                                                  | LT    | Friz Freleng    | Propagandafilm; Farbfilm; public domain. |
| ٴ· Deutschsprachige Veröffentlichung: als Das Daffy Kommando bei Bugs Bunny – Cartoon Volume 1 (DVD, Planet Song, 2003); ohne dt. Titel bei Bugs Bunny und seine Freunde 1 (VHS, Allvideo), Cartoons ziehen in den Krieg (DVD, cmv-Laservision, 2004 (nur Untertitel)). |                                |                                             |                                | |       |                 | |
| 417 | Verfloht und zugezeckt         | An Itch in Time                             | 4. Dez. 1943 (30. Okt. 1948*)  | Elmer Fudd, Willoughby the Dog, A. Flea, Kurzauftritte in einem Comic: Bugs Bunny, Schweinchen Dick | MM*   | Robert Clampett | Erstauftritt von A. Flea; dt. Alternativtitel: Der beste Freund des Flohs. |
| ٴ· Deutschsprachige Veröffentlichung: als Verfloht und zugezeckt bei Bugs Bunny und Looney Tunes (Fernsehserie); als Es juckt rechtzeitig bei Porky Pig und seine Freunde (2) (VHS, Hollywood Electric, Reihe: Star Cartoon Festival). |                                |                                             |                                | |       |                 | |
| 418 | –                              | Puss n’ Booty                               | 11. Dez. 1943                  | –                                                                                                   | LT    | Frank Tashlin   | Farb-Remake: Tweety macht fette Beute (OT: I Taw a Putty Tat, 1948); letzter Schwarzweißfilm – 1968 und 1990 koloriert; spätester Cartoon, der public domain ist.                                                                       |
| 419 | Rothäschen und der böse Wolf   | Little Red Riding Rabbit                    | 18. Dez. 1943                  | Bugs Bunny, Böser Wolf, Rotkäppchen                                                                 | MM    | Friz Freleng    | |
| ٴ· Deutschsprachige Veröffentlichung: als Rothäschen und der böse Wolf bei Looney Tunes: Bugs Bunnys Meisterwerke (DVD, WB, 2004), Bugs Bunny und Looney Tunes (Fernsehserie), Boomerangs Starparade (Fernsehserie, 2013); als Rothäschen und der blöde Wolf bei Looney Tunes Platinum Collection – Volume Drei (Blu-ray, WB, 2014); als Rotkäppchen und der böse Hase in der ARD. |                                |                                             |                                | |       |                 | |

## 1944
1944 wurden 26 Cartoons veröffentlicht, davon sind 12 Teil der Looney-Tunes-Reihe und 14 Teil der Merrie-Melodies-Reihe. Erwähnenswert ist Frank Tashlins Cartoon Schweinchen Dick legt ein Ei, der eine Oscar-Nominierung erhielt. Chuck Jones, Friz Freleng und Robert Clampett waren bei beiden Reihen als Regisseure tätig. Tashlin verantwortete die Hälfte der Looney-Tunes-Cartoons.
Ab dem Cartoon Puss n’ Booty, aus dem vorherigen Jahr, entstanden alle Cartoons in Farbe und unterliegen alle Cartoons dem Urheberrecht.
| Nr. | Deutscher Titel                | Originaltitel                   | Kinopremiere (USA)             | Bekannte Charaktere                             | LT/MM   | Regie                          | Anmerkungen                                                                                                   |
| --- | ------------------------------ | ------------------------------- | ------------------------------ | ----------------------------------------------- | ------- | ------------------------------ | --- |
| 420 | –                              | What’s Cookin’ Doc?             | 8. Jan. 1944                   | Bugs Bunny, Hiawatha                            | MM      | Robert Clampett & Friz Freleng | |
| ٴ· Deutschsprachige Veröffentlichung: ohne dt. Titel bei Bugs Bunny Superstar (VHS, MGM/UA, 1988, 1991). |                                |                                 |                                |                                                 |         |                                | |
| 421 | Dienstags nie                  | Meatless Flyday                 | 29. Jan. 1944                  | –                                               | MM      | Friz Freleng                   | |
| 422 | Tom Turk und Daffy             | Tom Turk and Daffy              | 12. Feb. 1944                  | Daffy Duck, Schweinchen Dick                    | LT      | Chuck Jones                    | |
| ٴ· Deutschsprachige Veröffentlichung: ohne dt. Titel bei Schweinchen Dick lebt gefährlich (VHS, MGM/UA, 1988, 1991). |                                |                                 |                                |                                                 |         |                                | |
| 423 | Der Bär ist los                | Bugs Bunny and the Three Bears  | 26. Feb. 1944                  | Bugs Bunny, Die drei Bären                      | MM      | Chuck Jones                    | Erstauftritt von Die drei Bären.                                                                              |
| ٴ· Deutschsprachige Veröffentlichung: als Der Bär ist los bei Looney Tunes: All Stars – Ihre ersten Cartoons Teil 1 (DVD, WB, 2003, DVD-Menü-Titel: Der Bärs ist los). |                                |                                 |                                |                                                 |         |                                | |
| 424 | Wolf mit Samthandschuhen       | I Got Plenty of Mutton          | 11. Mär. 1944                  | –                                               | LT      | Frank Tashlin                  | |
| 425 | –                              | The Weakly Reporter             | 25. Mär. 1944                  | –                                               | MM      | Chuck Jones                    | Propagandafilm                                                                                                |
| 426 | Aufstehen ist schwer           | Tick Tock Tuckered              | 8. Apr. 1944 (3. Juni 1950*)   | Daffy Duck, Schweinchen Dick                    | LT, MM* | Robert Clampett                | Farb-Remake von Porky’s Badtime Story (1937).                                                                 |
| ٴ· Deutschsprachige Veröffentlichung: ohne dt. Titel bei Schweinchen Dick lebt gefährlich (VHS, MGM/UA, 1988, 1991). |                                |                                 |                                |                                                 |         |                                | |
| 427 | –                              | Bugs Bunny Nips the Nips        | 22. Apr. 1944                  | Bugs Bunny                                      | MM      | Friz Freleng                   | |
| 428 | Schweinchen Dick legt ein Ei   | Swooner Crooner                 | 6. Mai 1944 (12. Feb. 1949*)   | Schweinchen Dick                                | LT, MM* | Frank Tashlin                  | Oscar-Nominierung (1945); Propagandafilm.                                                                     |
| ٴ· Deutschsprachige Veröffentlichung: ohne dt. Titel bei Schweinchen Dick – Verrückte Zeiten (VHS, MGM/UA, 1990, 1991). |                                |                                 |                                |                                                 |         |                                | |
| 429 | –                              | Russian Rhapsody                | 20. Mai 1944                   | Adolf Hitler                                    | MM      | Robert Clampett                | Propagandafilm.                                                                                               |
| 430 | Alle meine Entchen             | Duck Soup to Nuts               | 27. Mai 1944 (6. Jan. 1951*)   | Daffy Duck, Schweinchen Dick                    | LT, MM* | Friz Freleng                   | dt. Alternativtitel: Hereingelegt                                                                             |
| ٴ· Deutschsprachige Veröffentlichung: als Alle meine Entchen bei Looney Tunes: Best of Tweety & Sylvester Teil 1 (DVD, WB, 2005), Bugs Bunny und Looney Tunes (Fernsehserie), Boomerangs Starparade (Fernsehserie, 2013); ohne dt. Titel bei Schweinchen Dick’s lustige Abenteuer (VHS, MGM/UA, 1988, 1991).                     |                                |                                 |                                |                                                 |         |                                | |
| 431 | Der Himmel muß warten          | Angel Puss                      | 3. Juni 1944                   | –                                               | LT      | Chuck Jones                    | Einer der Censored 11.                                                                                        |
| 432 | Angriff im Fort                | Slightly Daffy                  | 17. Juni 1944 (14. Okt. 1950*) | Daffy Duck, Schweinchen Dick                    | MM*     | Friz Freleng                   | Farb-Remake von Scalp Trouble (1939).                                                                         |
| 433 | Meer-Hase                      | Hare Ribbin’                    | 24. Juni 1944                  | Bugs Bunny, Russian Dog                         | MM      | Robert Clampett                | |
| 434 | Bereit zum Kampf               | Brother Brat                    | 15. Juli 1944                  | Schweinchen Dick                                | LT      | Frank Tashlin                  | Letzter Schweinchen-Dick-Cartoon von Frank Tashlin; dt. Alternativtitel: Schweinchen Dick zieht in den Krieg. |
| ٴ· Deutschsprachige Veröffentlichung: ohne dt. Titel bei Schweinchen Dick zieht in den Krieg (VHS, MGM/UA, 1989). |                                |                                 |                                |                                                 |         |                                | |
| 435 | Hasablanca                     | Hare Force                      | 22. Juli 1944                  | Bugs Bunny, Alfredo (Willoughby the Dog)        | MM      | Friz Freleng                   | |
| ٴ· Deutschsprachige Veröffentlichung: als Hasablanca bei Bugs Bunny und Looney Tunes (Fernsehserie), Looney Tunes Collection: Best of Bugs Bunny Volume 3 (DVD, WB, 2007); als Rivalen der Liebe in der ARD; ohne dt. Titel bei Mein Name ist Hase (Fernsehserie).                                                               |                                |                                 |                                |                                                 |         |                                | |
| 436 | Kleine Maus, große Wirkung     | From Hand to Mouse              | 5. Aug. 1944 (9. Feb. 1952*)   | Maus ähnlich Hubie                              | LT, MM* | Chuck Jones                    | |
| 437 | Vögelchen und Bestie           | Birdy and the Beast             | 19. Aug. 1944                  | Tweety                                          | MM      | Robert Clampett                | Erste Erwähnung von Tweetys Namen; dt. Alternativtitel: Tweety, der Grosswildjäger.                           |
| ٴ· Deutschsprachige Veröffentlichung: als Vögelchen und Bestie bei Tweety & Sylvester – Tweety macht fette Beute (VHS, MGM/UA, 1990, 1991). |                                |                                 |                                |                                                 |         |                                | |
| 438 | –                              | Buckaroo Bugs                   | 26. Aug. 1944                  | Bugs Bunny                                      | LT      | Robert Clampett                | Erster Bugs-Bunny-Cartoon in der Looney-Tunes-Reihe.                                                          |
| ٴ· Deutschsprachige Veröffentlichung: ohne dt. Titel bei Bugs Bunny – Der Superhase (VHS, MGM/UA, 1986). |                                |                                 |                                |                                                 |         |                                | |
| 439 | Goldlöckchen und die Tanzbären | Goldilocks and the Jivin’ Bears | 2. Sep. 1944 (1. Dez. 1951*)   | Böser Wolf, Rotkäppchen, Goldlöckchen           | MM*     | Friz Freleng                   | Einer der Censored 11.                                                                                        |
| 440 | –                              | Plane Daffy                     | 16. Sep. 1944                  | Daffy Duck, Mata Hari, Goebbels, Göring, Hitler | LT      | Frank Tashlin                  | Propagandafilm.                                                                                               |
| 441 | Der Findling                   | Lost and Foundling              | 30. Sep. 1944 (26. Aug. 1950*) | Sniffles                                        | MM*     | Chuck Jones                    | |
| 442 | Stiller Brüter gesucht         | Booby Hatched                   | 14. Okt. 1944 (1. Juli 1950*)  | –                                               | LT, MM* | Frank Tashlin                  | |
| ٴ· Deutschsprachige Veröffentlichung: ohne dt. Titel bei Fröhliche Weihnachten 2 (VHS, Hollywood Electric, Reihe: Star Cartoon Festival). |                                |                                 |                                |                                                 |         |                                | |
| 443 | Hasenjagd ist angesagt         | The Old Grey Hare               | 28. Okt. 1944                  | Bugs Bunny, Elmer Fudd                          | MM      | Robert Clampett                | |
| ٴ· Deutschsprachige Veröffentlichung: als Hasenjagd ist angesagt in der ARD; ohne dt. Titel bei Mein Name ist Hase (Fernsehserie, Folge 72), Bugs Bunny Superstar (VHS, MGM/UA, 1988, 1991), Bugs Bunny – Das grösste Schlitzohr der Welt (VHS, MGM/UA, 1990, 1991).                                                             |                                |                                 |                                |                                                 |         |                                | |
| 444 | Amor schießt vorbei            | The Stupid Cupid                | 25. Nov. 1944 (1. Sep. 1951*)  | Daffy Duck, Elmer Fudd                          | LT, MM* | Frank Tashlin                  | Erster Elmer-Fudd-Cartoon von Frank Tashlin.                                                                  |
| ٴ· Deutschsprachige Veröffentlichung: als Amor schießt vorbei in der ARD. |                                |                                 |                                |                                                 |         |                                | |
| 445 | Bretter, die die Welt bedeuten | Stage Door Cartoon              | 30. Dez. 1944                  | Bugs Bunny, Elmer Fudd                          | MM      | Friz Freleng                   | |
| ٴ· Deutschsprachige Veröffentlichung: als Bretter, die die Welt bedeuten bei Looney Tunes: All Stars Collection – Ihre ersten Cartoons Teil 3 (DVD, WB, 2005), Bugs Bunny und Looney Tunes (Fernsehserie); als Ein alter Hase im Showgeschäft in der ARD; ohne dt. Titel bei Bugs Bunnys lustige Zauberwelt (VHS, MGM/UA, 1989). |                                |                                 |                                |                                                 |         |                                | |

## 1945
1945 wurden 18 Cartoons veröffentlicht, davon sind 9 Teil der Looney-Tunes-Reihe und 9 Teil der Merrie-Melodies-Reihe. In diesem Jahr kam es zu gleich drei Auftrittspremieren späterer Cartoon-Stars. In Chuck Jones’ Der Duft von L’amour trat erstmals das liebeshungrige Stinktier Pepé le Pew in Erscheinung. Friz Freleng verantwortete zwei weitere Neuzugänge im Star-Ensemble. Einmal durch den Kater Sylvester, der seinen Erstauftritt in dem Oscar-nominierten Cartoon Ohne Liebe ist das Leben leer hatte und ein weiteres Mal durch den rothaarigen Cowboy Yosemite Sam, der erstmals in dem Cartoon Hase am Abzug zu sehen war. Alle Regisseure (Chuck Jones, Friz Freleng, Frank Tashlin und Robert Clampett) waren bei beiden Reihen tätig.
| Nr. | Deutscher Titel                       | Originaltitel                         | Kinopremiere (USA)                | Bekannte Charaktere                                                     | LT/MM   | Regie           | Anmerkungen |
| --- | ------------------------------------- | ------------------------------------- | --------------------------------- | ----------------------------------------------------------------------- | ------- | --------------- | --- |
| 446 | Der Duft von L’amour                  | Odor-Able Kitty                       | 6. Jan 1945 (21. Apr. 1951*)      | Pepé le Pew, Claude Cat, Kurzauftritte: Bugs Bunny, Maus ähnlich Bertie | LT, MM* | Chuck Jones     | Erstauftritt von Pepé le Pew. |
| ٴ· Deutschsprachige Veröffentlichung: als Der Duft von L’amour bei Bugs Bunny und Looney Tunes (Fernsehserie), Looney Tunes Collection: All-Stars Volume 4 (DVD, WB, 2007); als Wer sich mit fremden Streifen schmückt in der ARD. |                                       |                                       |                                   |                                                                         |         |                 | |
| 447 | –                                     | Herr Meets Hare                       | 13. Jan. 1945                     | Bugs Bunny, Göring, Hitler                                              | MM      | Friz Freleng    | Propagandafilm. |
| 448 | Drückeberger Daffy                    | Draftee Daffy                         | 27. Jan. 1945                     | Daffy Duck                                                              | LT      | Robert Clampett | Propagandafilm. |
| ٴ· Deutschsprachige Veröffentlichung: als Drückeberger Daffy bei Looney Tunes Collection: All-Stars Volume 4 (DVD, WB, 2007); als Onkel Sam braucht dich, Daffy! in der ARD. |                                       |                                       |                                   |                                                                         |         |                 | |
| 449 | Hasenspäße                            | The Unruly Hare                       | 10. Feb. 1945                     | Bugs Bunny, Elmer Fudd                                                  | MM      | Frank Tashlin   | Erster von zwei Bugs-Bunny-Cartoons von Frank Tashlin.                                                                                    |
| ٴ· Deutschsprachige Veröffentlichung: als Hasenspäße in der ARD; ohne dt. Titel bei Mein Name ist Hase (Fernsehserie), Bugs Bunnys lustige Zauberwelt (VHS, MGM/UA, 1989). |                                       |                                       |                                   |                                                                         |         |                 | |
| 450 | Schweinchen Dick und der Mäuseschreck | Trap Happy Porky                      | 24. Feb. 1945 (5. Aug. 1950*)     | Schweinchen Dick, Claude Cat, Hubie & Bertie                            | LT, MM* | Chuck Jones     | |
| ٴ· Deutschsprachige Veröffentlichung: als Schweinchen Dick auf Mäusejagd (Dux-Kino, Markes & Co); ohne dt. Titel bei Schweinchen Dick – Verrückte Zeiten (VHS, MGM/UA, 1990, 1991). |                                       |                                       |                                   |                                                                         |         |                 | |
| 451 | Ohne Liebe ist das Leben leer         | Life with Feathers                    | 24. Mär. 1945 (C) (3. Mär. 1951*) | Sylvester                                                               | MM*     | Friz Freleng    | Oscar-Nominierung (1946); Erstauftritt von Sylvester.                                                                                     |
| 452 | Wenn Hunde träumen                    | Behind the Meat-Ball                  | 7. Apr. 1945                      | –                                                                       | LT      | Frank Tashlin   | |
| 453 | Hase am Abzug                         | Hare Trigger                          | 5. Mai 1945                       | Bugs Bunny, Yosemite Sam                                                | MM      | Friz Freleng    | Erstauftritt von Yosemite Sam; erster gemeinsamer Auftritt von Bugs Bunny und Yosemite Sam.                                               |
| ٴ· Deutschsprachige Veröffentlichung: als Hase am Abzug in der ARD. |                                       |                                       |                                   |                                                                         |         |                 | |
| 454 | Wenn die Enten Trauer tragen          | Ain’t That Ducky                      | 19. Mai 1945 (2. Mai 1953*)       | Daffy Duck                                                              | LT, MM* | Friz Freleng    | |
| ٴ· Deutschsprachige Veröffentlichung: als Wenn die Enten Trauer tragen in der ARD; ohne dt. Titel bei Duffy Duck haut auf die Pauke (VHS, MGM/UA, 1988, 1991). |                                       |                                       |                                   |                                                                         |         |                 | |
| 455 | Wenn sich zwei streiten …             | A Gruesome Twosome                    | 9. Juni 1945                      | Tweety                                                                  | MM      | Robert Clampett | Letzter Tweety-Cartoon von Robert Clampett; letzter Auftritt Tweetys ohne Federn; dt. Alternativtitel: Tweety, die geflügelte Morgengabe. |
| ٴ· Deutschsprachige Veröffentlichung: als Wenn sich zwei streiten … bei Bugs Bunny und Looney Tunes (Fernsehserie); als Traute Zweisamkeit bei Tweety & Sylvester – Sein bester Freund (VHS, MGM/UA, 1990, 1991). |                                       |                                       |                                   |                                                                         |         |                 | |
| 456 | Von Mäusen und Katzen                 | Tale of Two Mice/ A Tale of Two Mice* | 30. Juni 1945 (10. Jan. 1953*)    | Babbit & Catstello (als Mäuse)                                          | LT, MM* | Frank Tashlin   | |
| 457 | Die Eroberung des Wilden Westens      | Wagon Heels                           | 28. Juli 1945                     | Schweinchen Dick                                                        | MM      | Robert Clampett | Farb-Remake von Injun Trouble (1938). |
| ٴ· Deutschsprachige Veröffentlichung: ohne dt. Titel bei Schweinchen Dick lebt gefährlich (VHS, MGM/UA, 1988, 1991). |                                       |                                       |                                   |                                                                         |         |                 | |
| 458 | Im Kaufhaus ist der Hase los          | Hare Conditioned                      | 11. Aug. 1945                     | Bugs Bunny                                                              | LT      | Chuck Jones     | |
| ٴ· Deutschsprachige Veröffentlichung: als Im Kaufhaus ist der Hase los in der ARD, bei Looney Tunes: Bugs Bunnys Meisterwerke (DVD, WB, 2004), Bugs Bunny und Looney Tunes (Fernsehserie), Boomerangs Starparade (Fernsehserie, 2014); ohne dt. Titel bei Mein Name ist Hase (Fernsehserie).                                                   |                                       |                                       |                                   |                                                                         |         |                 | |
| 459 | –                                     | Fresh Airedale                        | 25. Aug. 1945 (30. Aug. 1952*)    | Claude Cat                                                              | MM*     | Chuck Jones     | |
| 460 | Gierig wie ein Geier                  | The Bashful Buzzard                   | 15. Sep. 1945 (7. Feb. 1953*)     | Beaky Buzzard, Mama Buzzard                                             | LT, MM* | Robert Clampett | Fortsetzung von Hol’s der Geier! (OT: Bugs Bunny Gets the Boid, 1942).                                                                    |
| 461 | Nur ein Katzensprung!                 | Peck Up Your Troubles                 | 20. Okt. 1945 (24. Mär. 1951*)    | Sylvester, Hector the Bulldog, The Woodpecker                           | MM*     | Friz Freleng    | Erstauftritt von Hector the Bulldog und The Woodpecker.                                                                                   |
| 462 | Hasinitis                             | Hare Tonic                            | 10. Nov. 1945                     | Bugs Bunny, Elmer Fudd                                                  | LT      | Chuck Jones     | Nicht zu verwechseln mit Falscher Hase aus dem Jahr 1964 (OT: False Hare); dt. Alternativtitel: So ein Hasenbraten.                       |
| ٴ· Deutschsprachige Veröffentlichung: als Hasinitis bei Bugs Bunny und Looney Tunes (Fernsehserie), Looney Tunes Collection: Best of Bugs Bunny Volume 3 (DVD, WB, 2007), Boomerangs Starparade (Fernsehserie, 2014); als Falscher Hase bei Looney Tunes Platinum Collection – Volume Eins (Blu-ray, WB, 2011, gesprochener Titel: Hasinitis). |                                       |                                       |                                   |                                                                         |         |                 | |
| 463 | Entenplage                            | Nasty Quacks                          | 1. Dez. 1945                      | Daffy Duck, Kurzauftritt: Proto-Melissa-Duck                            | MM      | Frank Tashlin   | Letzter Daffy-Duck-Cartoon von Frank Tashlin.                                                                                             |
| ٴ· Deutschsprachige Veröffentlichung: als Entenplage in der ARD. |                                       |                                       |                                   |                                                                         |         |                 | |

## 1946
1946 wurden 25 Cartoons veröffentlicht, davon sind 13 Teil der Looney-Tunes-Reihe und 12 Teil der Merrie-Melodies-Reihe. In diesem Jahr kam es zu den Veröffentlichungen der Regiepremieren von Robert McKimson und Arthur Davis, die beide bereits vorher als Animatoren für beide Reihen tätig waren. McKimson ersetzte bereits Ende 1944 Frank Tashlin, der das Unternehmen in selbigem Jahr verlassen hatte, wodurch es mit dem Daffy-Duck- und Schweinchen-Dick-Cartoon Der Fanatiker zu seiner ersten Regiearbeit kam. Auch wurde sein später in diesem Jahr veröffentlichter Cartoon Hühnerauge, sei wachsam, der erstmals die Figuren Foghorn Leghorn und Barnyard Dawg vorstellte, für einen Oscar nominiert. Davis’ Erstregie erfolgte durch Bacall to Arms, wobei die Arbeit an diesem Cartoon bereits von Robert Clampett begonnen wurde, der das Unternehmen jedoch 1945 verlassen hatte und in der Folge durch Davis ersetzt wurde. Bis auf Tashlin waren alle Regisseure (Robert McKimson, Arthur Davis, Robert Clampett, Chuck Jones und Friz Freleng) bei beiden Reihen tätig.
| Nr. | Deutscher Titel                    | Originaltitel                | Kinopremiere (USA)                 | Bekannte Charaktere                                                    | LT/MM   | Regie                                                                                    | Anmerkungen |
| --- | ---------------------------------- | ---------------------------- | ---------------------------------- | ---------------------------------------------------------------------- | ------- | ---------------------------------------------------------------------------------------- | --- |
| 464 | Buchbesprechung                    | Book Revue/ Book Review*     | 5. Jan. 1946 (19. Mai 1951*)       | Daffy Duck, Böser Wolf, Rotkäppchen, verschiedene                      | LT, MM* | Robert Clampett                                                                          | |
| ٴ· Deutschsprachige Veröffentlichung: als Buchbesprechung bei Looney Tunes: All Stars Collection – Ihre ersten Cartoons Teil 3 (DVD, WB, 2005), Bugs Bunny und Looney Tunes (Fernsehserie), Looney Tunes Platinum Collection – Volume Zwei (Blu-ray, WB, 2012); als Die Bücherparade in der ARD. |                                    |                              |                                    |                                                                        |         |                                                                                          | |
| 465 | Baseball Bugs                      | Baseball Bugs                | 2. Feb. 1946                       | Bugs Bunny, The Gashouse Gorillas Baseball Team                        | LT      | Friz Freleng                                                                             | |
| ٴ· Deutschsprachige Veröffentlichung: als Baseball Bugs bei Looney Tunes: Bugs Bunny Collection (DVD, WB, 2003), Bugs Bunny und Looney Tunes (Fernsehserie), Looney Tunes Platinum Collection – Volume Eins (Blu-ray, WB, 2011). |                                    |                              |                                    |                                                                        |         |                                                                                          | |
| 466 | Schuster, bleib bei deinen Leisten | Holiday for Shoestrings      | 23. Feb. 1946 (15. Sep. 1951*)     | –                                                                      | MM*     | Friz Freleng                                                                             | |
| 467 | Frankie mein Schwarm               | Quentin Quail                | 2. Mär. 1946                       | –                                                                      | MM      | Chuck Jones                                                                              | |
| 468 | Da brat mir einer einen Storch     | Baby Bottleneck              | 16. Mär. 1946 (14. Juni 1952*)     | Daffy Duck, Schweinchen Dick, Betrunkener Storch, Kurzauftritt: Tweety | LT, MM* | Robert Clampett                                                                          | Erstauftritt von Betrunkener Storch; dt. Alternativtitel: Baby-Engpass, Baby-Engpaß. |
| ٴ· Deutschsprachige Veröffentlichung: als Da brat mir einer einen Storch bei Looney Tunes: Best of Tweety & Sylvester Teil 1 (DVD, WB, 2005), Bugs Bunny und Looney Tunes (Fernsehserie), Looney Tunes Platinum Collection – Volume Eins (Blu-ray, WB, 2011), Boomerangs Starparade (Fernsehserie, 2013); als Baby Engpass bei Tom, Jerry & Co. (Fernsehserie, Folge 1x10); ohne dt. Titel bei Schweinchen Dick lebt gefährlich (VHS, MGM/UA, 1988, 1991). |                                    |                              |                                    |                                                                        |         |                                                                                          | |
| 469 | Dr. Elmer und Mr. Bugs             | Hare Remover                 | 23. Mär. 1946                      | Bugs Bunny, Elmer Fudd                                                 | MM      | Frank Tashlin                                                                            | Letzte Regie von Frank Tashlin; zweiter von zwei Bugs-Bunny-Cartoons von Frank Tashlin. |
| ٴ· Deutschsprachige Veröffentlichung: als Dr. Elmer und Mr. Bugs bei Bugs Bunny und Looney Tunes (Fernsehserie), Looney Tunes Collection: Best of Bugs Bunny Volume 3 (DVD, WB, 2007); als Wenn Wissenschaft Sorgen schafft in der ARD. |                                    |                              |                                    |                                                                        |         |                                                                                          | |
| 470 | Der Fanatiker                      | Daffy Doodles                | 6. Apr. 1946 (11. Okt 1952*)       | Daffy Duck, Schweinchen Dick, Kurzauftritt auf einem Bild: Bugs Bunny  | LT, MM* | Robert McKimson                                                                          | Erste Regie von Robert McKimson. |
| ٴ· Deutschsprachige Veröffentlichung: ohne dt. Titel bei Schweinchen Dick’s lustige Abenteuer (VHS, MGM/UA, 1988, 1991). |                                    |                              |                                    |                                                                        |         |                                                                                          | |
| 471 | So ein Hundeleben                  | Hollywood Canine Canteen     | 20. Apr. 1946                      | Babbit & Catstello, verschiedene (als Hunde)                           | MM      | Robert McKimson                                                                          | |
| 472 | –                                  | Hush My Mouse                | 4. Mai 1946 (3. Mai 1952*)         | Sniffles                                                               | LT, MM* | Chuck Jones                                                                              | Letztauftritt von Sniffles. |
| 473 | Angsthase Pfeffernase              | Hair-Raising Hare            | 25. Mai 1946                       | Bugs Bunny, Gossamer, Dr. Lorre                                        | MM      | Chuck Jones                                                                              | Erstauftritt von Gossamer und Dr. Lorre. |
| ٴ· Deutschsprachige Veröffentlichung: als Angsthase Pfeffernase bei Bugs Bunny und Looney Tunes (Fernsehserie), Looney Tunes Platinum Collection – Volume Drei (Blu-ray, WB, 2014); als Haarsträubender Hase bei Looney Tunes: All Stars – Ihre ersten Cartoons Teil 1 (DVD, WB, 2003); als Im Spukschloss ist der Hase los in der ARD; ohne dt. Titel bei Bugs Bunny Superstar (VHS, MGM/UA, 1988, 1991). |                                    |                              |                                    |                                                                        |         |                                                                                          | |
| 474 | Alles für die Katz                 | Kitty Kornered               | 8. Juni 1946                       | Schweinchen Dick, Sylvester                                            | LT      | Robert Clampett                                                                          | Nicht zu verwechseln mit Alles für die Katz aus dem Jahr 1948 (OT: Kit for Cat); einziger Sylvester-Cartoon und letzter Schweinchen-Dick-Cartoon von Robert Clampett; erster gemeinsamer Auftritt von Schweinchen Dick und Sylvester. |
| ٴ· Deutschsprachige Veröffentlichung: als Alles für die Katz bei Looney Tunes: Best of Tweety & Sylvester Teil 1 (DVD, WB, 2005), Bugs Bunny und Looney Tunes (Fernsehserie), Looney Tunes Platinum Collection – Volume Eins (Blu-ray, WB, 2011), Boomerangs Starparade (Fernsehserie, 2013); als Miezekatzen vom Mars in der ARD, bei Tom, Jerry & Co. (Fernsehserie, Folge 1x17); als Porky bei Fröliche Weihnachten 1 (VHS, Hollywood Electric, Reihe: Star Cartoon Festival); ohne dt. Titel bei Schweinchen Dick zieht in den Krieg (VHS, MGM/UA, 1989). |                                    |                              |                                    |                                                                        |         |                                                                                          | |
| 475 | Hollywood Daffy                    | Hollywood Daffy              | 22. Juni 1946                      | Daffy Duck, verschiedene                                               | MM      | Friz Freleng                                                                             | Fortsetzung von Daffy Duck in Hollywood (1938). |
| ٴ· Deutschsprachige Veröffentlichung: als Hollywood Daffy in der ARD; ohne dt. Titel bei Duffy Duck haut auf die Pauke (VHS, MGM/UA, 1988, 1991). |                                    |                              |                                    |                                                                        |         |                                                                                          | |
| 476 | Bugs in der Manege                 | Acrobatty Bunny              | 29. Juni 1946                      | Bugs Bunny                                                             | LT      | Robert McKimson                                                                          | Erster Bugs-Bunny-Cartoon von Robert McKimson. |
| ٴ· Deutschsprachige Veröffentlichung: als Bugs in der Manege bei Bugs Bunny und Looney Tunes (Fernsehserie), Looney Tunes Collection: Best of Bugs Bunny Volume 3 (DVD, WB, 2007), Boomerangs Starparade (Fernsehserie, 2013), Looney Tunes Platinum Collection – Volume Drei (Blu-ray, WB, 2014); als Im Zirkus ist der Hase los in der ARD; ohne dt. Titel bei Mein Name ist Hase (Fernsehserie), Bugs Bunny – Der Superhase (VHS, MGM/UA, 1986). |                                    |                              |                                    |                                                                        |         |                                                                                          | |
| 477 | –                                  | The Eager Beaver             | 13. Juli 1946 (28. Nov. 1953*)     | Kurzauftritt: Proto-Charlie-Dog                                        | MM*     | Chuck Jones                                                                              | |
| 478 | Der große Sparschweinraub          | The Great Piggy Bank Robbery | 20. Juli 1946                      | Daffy Duck, Kurzauftritt: Schweinchen Dick                             | LT      | Robert Clampett                                                                          | Letzter Daffy-Duck-Cartoon von Robert Clampett; dt. Alternativtitel: Der grosse Sparschweinchenraub. |
| ٴ· Deutschsprachige Veröffentlichung: als Der große Sparschweinraub bei Looney Tunes: Best of Tweety & Sylvester Teil 1 (DVD, WB, 2005), Bugs Bunny und Looney Tunes (Fernsehserie), Looney Tunes Platinum Collection – Volume Eins (Blu-ray, WB, 2011), Boomerangs Starparade (Fernsehserie, 2013); ohne dt. Titel bei Duffy Duck haut auf die Pauke (VHS, MGM/UA, 1988, 1991). |                                    |                              |                                    |                                                                        |         |                                                                                          | |
| 479 | –                                  | Bacall to Arms               | 3. Aug. 1946                       | –                                                                      | MM      | Robert Clampett (geplant), Arthur Davis (fertiggestellt) & Friz Freleng (Archivmaterial) | Remake von Sie war eine Akrobatentochter (OT: She Was an Acrobat’s Daughter, 1937); erste Regie von Arthur Davis. |
| 480 | Moskito mit Hieb und Stich         | Of Thee I Sting              | 17. Aug. 1946 (12. Jan. 1952*)     | –                                                                      | LT, MM* | Friz Freleng                                                                             | |
| 481 | Hühnerauge, sei wachsam            | Walky Talky Hawky            | 31. Aug. 1946 (C) (17. Okt. 1953*) | Foghorn Leghorn, Barnyard Dawg, Henery Hawk, George K. Chickenhawk     | MM*     | Robert McKimson                                                                          | Oscar-Nominierung (1947); erster Henery-Hawk-Cartoon von Robert McKimson; Erstauftritt von Foghorn Leghorn, Barnyard Dawg und George K. Chickenhawk.                                                                                  |
| ٴ· Deutschsprachige Veröffentlichung: als Hühnerauge, sei wachsam bei Bugs Bunny und Looney Tunes (Fernsehserie), Looney Tunes Collection: All-Stars Volume 4 (DVD, WB, 2007); als Hühnerhabicht sucht Huhn in der ARD; ohne dt. Titel bei Bugs Bunny und seine Feinde (VHS, MGM/UA, 1988). |                                    |                              |                                    |                                                                        |         |                                                                                          | |
| 482 | Bugs Bunny in der Räuberhöhle      | Racketeer Rabbit             | 14. Sep. 1946                      | Bugs Bunny, Proto-Rocky                                                | LT      | Friz Freleng                                                                             | |
| ٴ· Deutschsprachige Veröffentlichung: als Bugs Bunny in der Räuberhöhle in der ARD; ohne dt. Titel bei Mein Name ist Hase (Fernsehserie), Bugs Bunny – Der Superhase (VHS, MGM/UA, 1986). |                                    |                              |                                    |                                                                        |         |                                                                                          | |
| 483 | –                                  | Fair and Worm-er             | 28. Sep. 1946 (22. Okt. 1955*)     | Kurzauftritt: Maus ähnlich Bertie, möglicher Kurzauftritt: Pepé le Pew | MM*     | Chuck Jones                                                                              | |
| 484 | Das große Schlummern               | The Big Snooze               | 5. Okt. 1946                       | Bugs Bunny, Elmer Fudd                                                 | LT      | Robert Clampett                                                                          | Satellite-Award-Nominierung (2005); letzte Regie von Robert Clampett. |
| ٴ· Deutschsprachige Veröffentlichung: als Das große Schlummern bei Looney Tunes: Bugs Bunnys Meisterwerke (DVD, WB, 2004), Bugs Bunny und Looney Tunes (Fernsehserie), Boomerangs Starparade (Fernsehserie, 2013), Looney Tunes Platinum Collection – Volume Drei (Blu-ray, WB, 2014); ohne dt. Titel bei Mein Name ist Hase (Fernsehserie), Bugs Bunny – Das grösste Schlitzohr der Welt (VHS, MGM/UA, 1990, 1991). |                                    |                              |                                    |                                                                        |         |                                                                                          | |
| 485 | Und immer lockt der Käse           | The Mouse-Merized Cat        | 19. Okt. 1946 (26. Nov. 1955*)     | Babbit & Catstello (als Mäuse)                                         | MM*     | Robert McKimson                                                                          | Letztauftritt von Babbit und Catstello. |
| 486 | Der Katzenschreck                  | Mouse Menace                 | 2. Nov. 1946 (14. Aug. 1954*)      | Schweinchen Dick                                                       | LT, MM* | Arthur Davis                                                                             | Erster Schweinchen-Dick-Cartoon von Arthur Davis. |
| ٴ· Deutschsprachige Veröffentlichung: als Der Katzenschreck bei Tom, Jerry & Co. (Fernsehserie, Folge 1x49); ohne dt. Titel bei Schweinchen Dick zieht in den Krieg (VHS, MGM/UA, 1989). |                                    |                              |                                    |                                                                        |         |                                                                                          | |
| 487 | Da Capo, Bunny                     | Rhapsody Rabbit              | 9. Nov. 1946                       | Bugs Bunny                                                             | MM      | Friz Freleng                                                                             | |
| ٴ· Deutschsprachige Veröffentlichung: als Da Capo, Bunny bei Looney Tunes: All Stars Collection – Ihre ersten Cartoons Teil 3 (DVD, WB, 2005), Bugs Bunny und Looney Tunes (Fernsehserie), Boomerangs Starparade (Fernsehserie, 2013); als Die musikalische Maus bei Bugs Bunny u.a. – Ohne Haken und Ösen (VHS, Ocean, Reihe: Weltberühmte Zeichentrickfilme, Jünger, Reihe: Kinderclub), Bugs Bunny und seine Freunde – Ohne Haken und Ösen (DVD, 2014 (Classic Cartoon Edition)); als Bugs Bunny der Klavierspieler bei Cartoon Festival (DVD, Cine Plus, 2003, Reihe: Hits für Kids); ohne dt. Titel bei Mein Name ist Hase (Fernsehserie), Bugs Bunny – Der Superhase (VHS, MGM/UA, 1986), Bugs Bunny und seine Freunde (5) (VHS, MCP, Reihen: Bambini, Happy Kids). |                                    |                              |                                    |                                                                        |         |                                                                                          | |
| 488 | Hilfe, wer bin ich?                | Roughly Squeaking            | 23. Nov. 1946 (27. Feb. 1954*)     | Claude Cat, Hubie & Bertie                                             | LT, MM* | Chuck Jones                                                                              | Letztauftritt von Claude Cat, bevor sein Design in Der preisgekrönte Mausefänger (OT: Mouse Wreckers, 1949) neu gestaltet wurde. |

## 1947
1947 wurden 22 Cartoons veröffentlicht, davon sind 11 Teil der Looney-Tunes-Reihe, in der es zum Erstauftritt der Goofy Gophers kam und 11 Teil der Merrie-Melodies-Reihe. Letztere Reihe präsentierte auch den Cartoon Sylvester zieht den Kürzeren, der von Robert Clampett geplant und von Friz Freleng fertiggestellt wurde. Das Werk beinhaltet den ersten gemeinsamen Auftritt von Sylvester und Tweety und ist der erste Cartoon beider Reihen, der einen Oscar gewann. Alle Regisseure (Friz Freleng, Arthur Davis, Chuck Jones und Robert McKimson) waren bei beiden Reihen tätig.
| Nr. | Deutscher Titel                  | Originaltitel                             | Kinopremiere (USA)             | Bekannte Charaktere                                    | LT/MM   | Regie                                                        | Anmerkungen |
| --- | -------------------------------- | ----------------------------------------- | ------------------------------ | ------------------------------------------------------ | ------- | ------------------------------------------------------------ | --- |
| 489 | Grover wird gejagt               | One Meat Brawl                            | 18. Jan. 1947 (10. Juli 1954*) | Schweinchen Dick, Barnyard Dawg                        | MM*     | Robert McKimson                                              | Erster Barnyard-Dawg-Cartoon ohne Foghorn Leghorn. |
| ٴ· Deutschsprachige Veröffentlichung: ohne dt. Titel bei Schweinchen Dick’s lustige Abenteuer (VHS, MGM/UA, 1988, 1991). |                                  |                                           |                                |                                                        |         |                                                              | |
| 490 | Ein Hörnchen kommt selten allein | The Goofy Gophers                         | 25. Jan. 1947 (23. Juli 1955*) | Goofy Gophers, Kurzauftritt: Bugs Bunny                | LT, MM* | Robert Clampett (geplant) & Arthur Davis (fertiggestellt)    | Erster von zwei Goofy-Gophers-Cartoons von Arthur Davis; Erstauftritt der Goofy Gophers. |
| 491 | Die fröhlichen Anties            | The Gay Anties                            | 15. Feb. 1947 (24. Apr. 1954*) | –                                                      | MM*     | Friz Freleng                                                 | dt. Alternativtitel: Frühstück im Freien |
| ٴ· Deutschsprachige Veröffentlichung: als Die fröhlichen Anties bei Die drei Bären (VHS, Hollywood Electric, Reihe: Star Cartoon Festival). |                                  |                                           |                                |                                                        |         |                                                              | |
| 492 | Geliebtes Stinktier              | Scent-imental Over You                    | 8. Mär. 1947 (26. Dez. 1953*)  | Pepé le Pew                                            | LT, MM* | Chuck Jones                                                  | |
| ٴ· Deutschsprachige Veröffentlichung: als Geliebtes Stinktier in der ARD. |                                  |                                           |                                |                                                        |         |                                                              | |
| 493 | Ein Hase aus Manhattan           | A Hare Grows in Manhattan                 | 22. Mär. 1947                  | Bugs Bunny, Hector the Bulldog                         | MM      | Friz Freleng                                                 | |
| ٴ· Deutschsprachige Veröffentlichung: als Ein Hase aus Manhattan bei Bugs Bunny und Looney Tunes (Fernsehserie), Looney Tunes Collection: Best of Bugs Bunny Volume 3 (DVD, WB, 2007), Boomerangs Starparade (Fernsehserie, 2013), Looney Tunes Platinum Collection – Volume Drei (Blu-ray, WB, 2014); als Hase in Manhattan in der ARD.                                                        |                                  |                                           |                                |                                                        |         |                                                              | |
| 494 | Entendämmerung                   | The Birth of a Notion/ Birth of a Notion* | 12. Apr. 1947 (7. Nov. 1953*)  | Daffy Duck, Dr. Lorre                                  | LT, MM* | Robert Clampett (geplant) & Robert McKimson (fertiggestellt) | Letztauftritt von Dr. Lorre. |
| 495 | Sylvester zieht den Kürzeren     | Tweetie Pie                               | 3. Mai 1947 (25. Juni 1955*)   | Sylvester & Tweety                                     | MM*     | Robert Clampett (geplant) & Friz Freleng (fertiggestellt)    | Oscar – erstmals gewonnen (1948); erster Tweety-Cartoon von Friz Freleng; erster gemeinsamer Auftritt von Sylvester und Tweety.                                                                 |
| ٴ· Deutschsprachige Veröffentlichung: als Sylvester zieht den Kürzeren bei Looney Tunes: Best of Tweety & Sylvester Teil 1 (DVD, WB, 2005), Bugs Bunny und Looney Tunes (Fernsehserie), Looney Tunes Platinum Collection – Volume Eins (Blu-ray, WB, 2011); als So ein süßer Piepmatz in der ARD; als Sein bester Freund bei Tweety & Sylvester – Sein bester Freund (VHS, MGM/UA, 1990, 1991). |                                  |                                           |                                |                                                        |         |                                                              | |
| 496 | Der hurtige Hase                 | Rabbit Transit                            | 10. Mai 1947                   | Bugs Bunny, Cecil Turtle                               | LT      | Friz Freleng                                                 | Letztauftritt von Cecil Turtle. |
| ٴ· Deutschsprachige Veröffentlichung: als Der hurtige Hase bei Looney Tunes: Bugs Bunnys Meisterwerke (DVD, WB, 2004), Bugs Bunny und Looney Tunes (Fernsehserie); als Wenn Hasen rasen in der ARD; ohne dt. Titel bei Mein Name ist Hase (Fernsehserie). |                                  |                                           |                                |                                                        |         |                                                              | |
| 497 | Bobo, der Elefant                | Hobo Bobo                                 | 17. Mai 1947 (3. Apr. 1954*)   | Bobo the Elephant, Kurzauftritt: Mynah Bird            | MM*     | Robert McKimson                                              | Erstauftritt von Bobo the Elephant. |
| 498 | Die Ente, die den Braten roch    | Along Came Daffy                          | 14. Juni 1947 (24. Juli 1954*) | Daffy Duck, Yosemite Sam                               | LT, MM* | Friz Freleng                                                 | Farb-Remake von Schlotterente (OT: Daffy’s Southern Exposure, 1942); ähnelt dem Cartoon Hula Hula Hase (OT: Wackiki Wabbit, 1943); erster gemeinsamer Auftritt von Daffy Duck und Yosemite Sam. |
| 499 | Inki im Zirkus                   | Inki at the Circus                        | 21. Juni 1947 (16. Okt. 1954*) | Inki, Mynah Bird                                       | MM*     | Chuck Jones                                                  | |
| ٴ· Deutschsprachige Veröffentlichung: als Inki im Zirkus bei Tweety & Sylvester – Tweety macht fette Beute (VHS, MGM/UA, 1990, 1991). |                                  |                                           |                                |                                                        |         |                                                              | |
| 500 | Osterhasen-Vertretung            | Easter Yeggs                              | 28. Juni 1947                  | Bugs Bunny, Elmer Fudd, Osterhase                      | LT      | Robert McKimson                                              | Erster Elmer-Fudd-Cartoon von Robert McKimson. |
| ٴ· Deutschsprachige Veröffentlichung: als Osterhasen-Vertretung bei Bugs Bunny und Looney Tunes (Fernsehserie), Looney Tunes Collection: Best of Bugs Bunny Volume 3 (DVD, WB, 2007), Looney Tunes Platinum Collection – Volume Drei (Blu-ray, WB, 2014); als Osterbunny in der ARD. |                                  |                                           |                                |                                                        |         |                                                              | |
| 501 | Her mit den kleinen Hühnchen     | Crowing Pains                             | 12. Juli 1947 (23. Apr. 1955*) | Sylvester, Barnyard Dawg, Foghorn Leghorn, Henery Hawk | LT, MM* | Robert McKimson                                              | Erster Sylvester-Cartoon von Robert McKimson; einziger gemeinsamer Auftritt von Sylvester und Foghorn Leghorn bis 1980.                                                                         |
| ٴ· Deutschsprachige Veröffentlichung: als Her mit den kleinen Hühnchen in der ARD. |                                  |                                           |                                |                                                        |         |                                                              | |
| 502 | Halt den Schnabel, Daffy!        | A Pest in the House                       | 2. Aug. 1947                   | Daffy Duck, Elmer Fudd                                 | MM      | Chuck Jones                                                  | |
| 503 | Ein ausgefuchstes Entchen        | The Foxy Duckling                         | 23. Aug. 1947 (6. Nov. 1954*)  | –                                                      | MM*     | Arthur Davis                                                 | |
| 504 | Kein Haus für eine Maus          | House Hunting Mice                        | 6. Sep. 1947 (2. Apr. 1955*)   | Hubie & Bertie                                         | LT, MM* | Chuck Jones                                                  | Inspiriert durch Dog Gone Modern (1939). |
| 505 | Herrchen gesucht                 | Little Orphan Airedale                    | 4. Okt. 1947 (4. Aug. 1956*)   | Schweinchen Dick, Charlie Dog                          | LT, MM* | Chuck Jones                                                  | Erstauftritt von Charlie Dog. |
| 506 | Immer diese Katzen!              | Doggone Cats/ Dog Gone Cats*              | 25. Okt. 1947 (10. Sep. 1955*) | Sylvester, Wellington                                  | MM*     | Arthur Davis                                                 | Erster von zwei Sylvester-Cartoons von Arthur Davis bis 1980; Erstauftritt von Wellington. |
| 507 | Hasenbraten in Hollywood         | Slick Hare                                | 1. Nov. 1947                   | Bugs Bunny, Elmer Fudd                                 | MM      | Friz Freleng                                                 | dt. Alternativtitel: Hasenbraten |
| ٴ· Deutschsprachige Veröffentlichung: als Hasenbraten in Hollywood in der ARD, bei Looney Tunes: Bugs Bunnys Meisterwerke (DVD, WB, 2004), Bugs Bunny und Looney Tunes (Fernsehserie), Boomerangs Starparade (Fernsehserie, 2013), Looney Tunes Platinum Collection – Volume Drei (Blu-ray, WB, 2014); ohne dt. Titel bei Bugs Bunnys lustige Zauberwelt (VHS, MGM/UA, 1989).                   |                                  |                                           |                                |                                                        |         |                                                              | |
| 508 | Daffy Ole                        | Mexican Joyride                           | 29. Nov. 1947                  | Daffy Duck                                             | LT      | Arthur Davis                                                 | Erster Daffy-Duck-Cartoon von Arthur Davis. |
| 509 | Katzen fangen alles              | Catch as Cats Can                         | 6. Dez. 1947                   | Sylvester                                              | MM      | Arthur Davis                                                 | Zweiter von zwei Sylvester-Cartoons von Arthur Davis bis 1980; dt. Alternativtitel: Die singende Nervensäge.                                                                                    |
| ٴ· Deutschsprachige Veröffentlichung: als Katzen fangen alles bei Katzen (DVD, Planet Song, 2003); als Die Katze jagt den Vogel bei Katzen (VHS, MCP, Reihe: Bambini Maxi Video). |                                  |                                           |                                |                                                        |         |                                                              | |
| 510 | –                                | A Horse Fly Fleas/ A Horsefly Fleas*      | 13. Dez. 1947 (7. Juli 1956*)  | Willoughby the Dog, A. Flea                            | LT, MM* | Robert McKimson                                              | Letztauftritt von A. Flea. |

## 1948
1948 wurden 33 Cartoons veröffentlicht, davon sind 15 Teil der Looney-Tunes-Reihe und 18 Teil der Merrie-Melodies-Reihe. In der Looney-Tunes-Reihe erfolgten zwei Erstauftritte bekannter Figuren. In Robert McKimsons Cartoon Spring, Schau & Hör war an der Seite Sylvesters erstmals das Känguru Hippety Hopper zu sehen. Des Weiteren beschied Chuck Jones durch seinen Cartoon Hasen im Weltall dem Außerirdischen Marvin der Marsmensch einen ersten Leinwandauftritt. Alle Regisseure (Robert McKimson, Chuck Jones, Arthur Davis und Friz Freleng) waren bei beiden Reihen tätig.
| Nr. | Deutscher Titel                | Originaltitel                      | Kinopremiere (USA)             | Bekannte Charaktere                                                | LT/MM   | Regie           | Anmerkungen |
| --- | ------------------------------ | ---------------------------------- | ------------------------------ | ------------------------------------------------------------------ | ------- | --------------- | --- |
| 511 | Absonderliche Affenliebe       | Gorilla My Dreams                  | 3. Jan. 1948                   | Bugs Bunny, Gruesome Gorilla                                       | LT      | Robert McKimson | Remake: Das Kuckucksei (OT: Apes of Wrath, 1959); Erstauftritt von Gruesome Gorilla; dt. Alternativtitel: Bugs sonderliche Affenliebe.                                                                          |
| ٴ· Deutschsprachige Veröffentlichung: als Absonderliche Affenliebe bei Looney Tunes: Bugs Bunnys Meisterwerke (DVD, WB, 2004), Bugs Bunny und Looney Tunes (Fernsehserie), Boomerangs Starparade (Fernsehserie, 2013), Looney Tunes Platinum Collection – Volume Drei (Blu-ray, WB, 2014); als Gorilla meiner Träume in der ARD; ohne dt. Titel bei Mein Name ist Hase (Fernsehserie).                                                                              |                                |                                    |                                |                                                                    |         |                 | |
| 512 | Wo die wilden Hörnchen wohnen  | Two Gophers from Texas             | 17. Jan. 1948 (31. Mär. 1956*) | Goofy Gophers                                                      | MM*     | Arthur Davis    | Zweiter von zwei Goofy-Gophers-Cartoons von Arthur Davis. |
| 513 | Bugs Bunny und der Indianer    | A Feather in His Hare              | 7. Feb. 1948                   | Bugs Bunny                                                         | LT      | Chuck Jones     | |
| ٴ· Deutschsprachige Veröffentlichung: ohne dt. Titel bei Bugs Bunny und seine Freunde (VHS, Hollywood Electric, Reihe: Star Cartoon Festival). |                                |                                    |                                |                                                                    |         |                 | |
| 514 | Auf Enten schießt man nicht    | What Makes Daffy Duck              | 14. Feb. 1948 (C)              | Daffy Duck, Elmer Fudd                                             | LT      | Arthur Davis    | Einziger Elmer-Fudd-Cartoon von Arthur Davis. |
| ٴ· Deutschsprachige Veröffentlichung: als Auf Enten schießt man nicht in der ARD; ohne dt. Titel bei Duffy Duck ist nicht zu schlagen (VHS, MGM/UA, 1988, 1991). |                                |                                    |                                |                                                                    |         |                 | |
| 515 | Familie Bär hält Winterschlaf  | What’s Brewin’, Bruin?             | 28. Feb. 1948 (20. Aug. 1955*) | Die drei Bären                                                     | LT, MM* | Chuck Jones     | |
| 516 | Ein Zimmer mit Daffy           | Daffy Duck Slept Here              | 6. Mär. 1948                   | Daffy Duck, Schweinchen Dick                                       | MM      | Robert McKimson | dt. Alternativtitel: Schlaf, Entchen, Schlaf! |
| ٴ· Deutschsprachige Veröffentlichung: als Ein Zimmer mit Daffy bei Bugs Bunny und Looney Tunes (Fernsehserie), Looney Tunes Collection: Best of Porky Volume 2 (DVD, WB, 2007); als Schweinchen Dicks schlaflose Nacht (Dux-Kino, Markes & Co); ohne dt. Titel bei Duffy Duck haut auf die Pauke (VHS, MGM/UA, 1988, 1991). |                                |                                    |                                |                                                                    |         |                 | |
| 517 | –                              | A Hick a Slick and a Chick         | 13. Mär. 1948                  | –                                                                  | MM      | Arthur Davis    | |
| 518 | Konzertanter Katzenjammer      | Back Alley Oproar                  | 27. Mär. 1948 (5. Feb. 1955*)  | Sylvester, Elmer Fudd                                              | MM*     | Friz Freleng    | Satellite-Award-Nominierung (2005); Farb-Remake von Konzert für Katze und Miau (OT: Notes to You, 1941); erster gemeinsamer Auftritt von Sylvester und Elmer Fudd; dt. Alternativtitel: Viel Lärm im Hinterhof. |
| ٴ· Deutschsprachige Veröffentlichung: als Konzertanter Katzenjammer bei Looney Tunes: All Stars Collection – Ihre ersten Cartoons Teil 3 (DVD, WB, 2005), Bugs Bunny und Looney Tunes (Fernsehserie), Looney Tunes Platinum Collection – Volume Zwei (Blu-ray, WB, 2012). |                                |                                    |                                |                                                                    |         |                 | |
| 519 | Tweety macht fette Beute       | I Taw a Putty Tat                  | 2. Apr. 1948 (25. Feb. 1956*)  | Sylvester & Tweety, Hector the Bulldog                             | MM*     | Friz Freleng    | Farb-Remake von Puss n’ Booty (1943). |
| ٴ· Deutschsprachige Veröffentlichung: als Tweety macht fette Beute bei Tweety & Sylvester – Tweety macht fette Beute (VHS, MGM/UA, 1990, 1991); als Wo ist die Pussikatze in der ARD; ohne dt. Titel bei Bugs Bunny und seine Feinde (VHS, MGM/UA, 1988). |                                |                                    |                                |                                                                    |         |                 | |
| 520 | Bugs, der Boxer                | Rabbit Punch                       | 10. Apr. 1948                  | Bugs Bunny, The Crusher                                            | MM      | Chuck Jones     | Erstauftritt von The Crusher. |
| ٴ· Deutschsprachige Veröffentlichung: als Bugs, der Boxer bei Bugs Bunny und Looney Tunes (Fernsehserie), Looney Tunes Collection: All-Stars Volume 4 (DVD, WB, 2007), Boomerangs Starparade (Fernsehserie, 2013); als Der Hase mit dem harten Schlag in der ARD; ohne dt. Titel bei Bugs Bunny – Der Superhase (VHS, MGM/UA, 1986). |                                |                                    |                                |                                                                    |         |                 | |
| 521 | Spring, Schau & Hör            | Hop, Look and Listen               | 17. Apr. 1948 (4. Juni 1955*)  | Sylvester, Hippety Hopper                                          | LT, MM* | Robert McKimson | Erstauftritt von Hippety Hopper; dt. Alternativtitel: Ein Känguru fängt man in Nu. |
| ٴ· Deutschsprachige Veröffentlichung: als Spring, Schau & Hör bei Popeye – Der Spinat-Fresser (VHS, Hollywood Electric, Reihe: Star Cartoon Festival). |                                |                                    |                                |                                                                    |         |                 | |
| 522 | Schweinchen Dick im Goldrausch | Nothing but the Tooth              | 1. Mai 1948                    | Schweinchen Dick                                                   | MM      | Arthur Davis    | |
| ٴ· Deutschsprachige Veröffentlichung: als Schweinchen Dick im Goldrausch bei Tom, Jerry & Co. (Fernsehserie, Folge 1x25); ohne dt. Titel bei Schweinchen Dick – Verrückte Zeiten (VHS, MGM/UA, 1990, 1991). |                                |                                    |                                |                                                                    |         |                 | |
| 523 | Bugs Bunny bei den Piraten     | Buccaneer Bunny                    | 8. Mai 1948                    | Bugs Bunny, Yosemite Sam                                           | LT      | Friz Freleng    | |
| ٴ· Deutschsprachige Veröffentlichung: als Bugs Bunny bei den Piraten in der ARD. |                                |                                    |                                |                                                                    |         |                 | |
| 524 | Dinosaurier küßt man nicht     | Bone Sweet Bone/ Bone, Sweet Bone* | 22. Mai 1948 (21. Jan. 1956*)  | –                                                                  | MM*     | Arthur Davis    | |
| 525 | Fünf vor Zwölf Uhr mittags     | Bugs Bunny Rides Again             | 12. Juni 1948                  | Bugs Bunny, Yosemite Sam                                           | MM      | Friz Freleng    | Fortsetzung von Hase am Abzug (OT: Hare Trigger, 1945). |
| ٴ· Deutschsprachige Veröffentlichung: als Fünf vor Zwölf Uhr mittags bei Looney Tunes: Bugs Bunnys Meisterwerke (DVD, WB, 2004), Bugs Bunny und Looney Tunes (Fernsehserie), Boomerangs Starparade (Fernsehserie, 2014); als Bugs Bunny im Wilden Westen in der ARD. |                                |                                    |                                |                                                                    |         |                 | |
| 526 | –                              | The Rattled Rooster                | 26. Juni 1948 (22. Okt. 1955*) | –                                                                  | LT, MM* | Arthur Davis    | |
| 527 | Babysitter Daffy               | The Up-Standing Sitter             | 3. Juli 1948                   | Daffy Duck                                                         | LT      | Robert McKimson | |
| ٴ· Deutschsprachige Veröffentlichung: als Babysitter Daffy in der ARD; als Der tapfere Babysitter bei Daffy Duck 2 (VHS, MCP, Reihen: Bambini, Happy Kids), Daffy Duck und seine Freunde 1 (VHS, MCP, Reihe: Bambini Maxi Video), Bugs Bunny und seine Freunde 1 (VHS, MCP, Reihe: Videotoons); als Viel Quack um nichts bei Daffy Duck – Cartoon Volume 1 (DVD, Planet Song, 2003); ohne dt. Titel bei Duffy Duck ist nicht zu schlagen (VHS, MGM/UA, 1988, 1991). |                                |                                    |                                |                                                                    |         |                 | |
| 528 | Brut mit Mut                   | The Shell Shocked Egg              | 10. Juli 1948 (27. Nov. 1954*) | –                                                                  | MM*     | Robert McKimson | |
| 529 | Hasen im Weltall               | Haredevil Hare                     | 24. Juli 1948                  | Bugs Bunny, Marvin der Marsmensch, K-9                             | LT      | Chuck Jones     | Erstauftritt von Marvin der Marsmensch und K-9; erster gemeinsamer Auftritt von Bugs Bunny und Marvin der Marsmensch.                                                                                           |
| ٴ· Deutschsprachige Veröffentlichung: als Hasen im Weltall bei Looney Tunes: All Stars – Ihre ersten Cartoons Teil 1 (DVD, WB, 2003), Bugs Bunny und Looney Tunes (Fernsehserie); als Mondlandung in der ARD. |                                |                                    |                                |                                                                    |         |                 | |
| 530 | –                              | You Were Never Duckier             | 7. Aug. 1948 (26. Feb. 1955*)  | Daffy Duck, Henery Hawk, George K. Chickenhawk                     | MM*     | Chuck Jones     | Zweiter von zwei Henery-Hawk-Cartoons von Chuck Jones. |
| ٴ· Deutschsprachige Veröffentlichung: ohne dt. Titel bei Mein Name ist Hase (Fernsehserie, Folge 35). |                                |                                    |                                |                                                                    |         |                 | |
| 531 | –                              | Dough Ray Me-ow                    | 14. Aug. 1948                  | –                                                                  | MM      | Arthur Davis    | |
| ٴ· Deutschsprachige Veröffentlichung: ohne dt. Titel bei Mein Name ist Hase (Fernsehserie, Folge 22). |                                |                                    |                                |                                                                    |         |                 | |
| 532 | Versuchskaninchen              | Hot Cross Bunny                    | 21. Aug. 1948 (1959–60*)       | Bugs Bunny                                                         | MM*     | Robert McKimson | |
| ٴ· Deutschsprachige Veröffentlichung: als Versuchskaninchen bei Die Stars aus Space Jam – Bugs Bunny (VHS, WB, 1997); ohne dt. Titel bei Mein Name ist Hase (Fernsehserie, Folgen 65 und 100) |                                |                                    |                                |                                                                    |         |                 | |
| 533 | –                              | The Pest That Came to Dinner       | 11. Sep. 1948 (1957–58*)       | Schweinchen Dick                                                   | LT, MM* | Arthur Davis    | |
| 534 | Die Verabredung                | Hare Splitter                      | 25. Sep. 1948 (1957–58*)       | Bugs Bunny                                                         | MM*     | Friz Freleng    | |
| ٴ· Deutschsprachige Veröffentlichung: als Die Verabredung bei Die Stars aus Space Jam – Bugs Bunny (VHS, WB, 1997); ohne dt. Titel bei Mein Name ist Hase (Fernsehserie, Folge 48). |                                |                                    |                                |                                                                    |         |                 | |
| 535 | Stinktiere unerwünscht         | Odor of the Day                    | 2. Okt. 1948                   | Pepé le Pew, Wellington                                            | LT      | Arthur Davis    | Einziger Pepé-le-Pew-Cartoon von Arthur Davis; Letztauftritt von Wellington. |
| ٴ· Deutschsprachige Veröffentlichung: als Stinktiere unerwünscht bei Bugs Bunnys Video Show 7 (VHS, WB, 1984), Warner Cartoons 3: Pepe das Stinktier (VHS, WB, 1989, 1990, 1993). |                                |                                    |                                |                                                                    |         |                 | |
| 536 | Da lachen ja die Hühner        | The Foghorn Leghorn                | 9. Okt. 1948 (24. Dez. 1955*)  | Foghorn Leghorn, Barnyard Dawg, Henery Hawk, George K. Chickenhawk | MM*     | Robert McKimson | Letztauftritt von George K. Chickenhawk. |
| ٴ· Deutschsprachige Veröffentlichung: als Da lachen ja die Hühner bei Looney Tunes: All Stars – Ihre ersten Cartoons Teil 2 (DVD, WB, 2003), Bugs Bunny und Looney Tunes (Fernsehserie), Looney Tunes Platinum Collection – Volume Zwei (Blu-ray, WB, 2012); ohne dt. Titel bei Mein Name ist Hase (Fernsehserie, Folge 46). |                                |                                    |                                |                                                                    |         |                 | |
| 537 | Aladins Wunderlampe            | A-Lad-in His Lamp                  | 23. Okt. 1948                  | Bugs Bunny                                                         | LT      | Robert McKimson | |
| ٴ· Deutschsprachige Veröffentlichung: als Aladins Wunderlampe bei Bugs Bunnys Video Show 8 (VHS, WB, 1984), Bugs Bunny 2 (VHS, WB, 1993); ohne dt. Titel bei Mein Name ist Hase (Fernsehserie, Folge 44). |                                |                                    |                                |                                                                    |         |                 | |
| 538 | Daffy Dilly                    | Daffy Dilly                        | 30. Okt. 1948 (18. Aug. 1956*) | Daffy Duck                                                         | MM*     | Chuck Jones     | |
| ٴ· Deutschsprachige Veröffentlichung: als Daffy Dilly bei Warner Cartoons 9: Daffy Duck (VHS, WB, 1989, 1990, 1993, 1996); ohne dt. Titel bei Mein Name ist Hase (Fernsehserie, Folge 29), Daffy Duck’s Quackbusters (Film, 1988). |                                |                                    |                                |                                                                    |         |                 | |
| 539 | Alles für die Katz             | Kit for Cat                        | 6. Nov. 1948 (21. Apr. 1956*)  | Sylvester, Elmer Fudd                                              | LT, MM* | Friz Freleng    | Nicht zu verwechseln mit Alles für die Katz aus dem Jahr 1946 (OT: Kitty Kornered); ähnelt dem Cartoon Hasablanca (OT: Hare Force, 1944).                                                                       |
| ٴ· Deutschsprachige Veröffentlichung: als Alles für die Katz bei Looney Tunes: All Stars – Ihre ersten Cartoons Teil 2 (DVD, WB, 2003); als Kein Haustier für Elmer bei Warner Cartoons 8: Elmer Fudd (VHS, WB, 1989, 1990, 1993); ohne dt. Titel bei Mein Name ist Hase (Fernsehserie, Folge 27). |                                |                                    |                                |                                                                    |         |                 | |
| 540 | –                              | The Stupor Salesman                | 20. Nov. 1948                  | Daffy Duck                                                         | LT      | Arthur Davis    | |
| ٴ· Deutschsprachige Veröffentlichung: ohne dt. Titel bei Mein Name ist Hase (Fernsehserie, Folge 15). |                                |                                    |                                |                                                                    |         |                 | |
| 541 | –                              | Riff Raffy Daffy                   | 27. Nov. 1948                  | Daffy Duck, Schweinchen Dick                                       | LT      | Arthur Davis    | |
| 542 | Schlag auf Schlag              | My Bunny Lies over the Sea         | 4. Dez. 1948 (1958–59*)        | Bugs Bunny                                                         | MM*     | Chuck Jones     | |
| ٴ· Deutschsprachige Veröffentlichung: als Schlag auf Schlag bei Looney Tunes: Bugs Bunny Collection (DVD, WB, 2003), Bugs Bunny und Looney Tunes (Fernsehserie); ohne dt. Titel bei Mein Name ist Hase (Fernsehserie, Folge 4). |                                |                                    |                                |                                                                    |         |                 | |
| 543 | Schwein gehabt                 | Scaredy Cat                        | 18. Dez. 1948 (2. Juni 1956*)  | Schweinchen Dick, Sylvester, Mäuse ähnlich Hubie                   | MM*     | Chuck Jones     | Erster Sylvester-Cartoon von Chuck Jones; erste Erwähnung von Sylvesters Namen; dt. Alternativtitel: Angsthase Pfeffernase.                                                                                     |
| ٴ· Deutschsprachige Veröffentlichung: als Schwein gehabt bei Bugs Bunnys Video Show 2 (VHS, WB, 1984), Warner Cartoons 4: Porky Pig (VHS, WB, 1989, 1990, 1993, 1996), Looney Tunes: Daffy Duck und Schweinchen Dick Collection (DVD, WB, 2003), Bugs Bunny und Looney Tunes (Fernsehserie), Looney Tunes Platinum Collection – Volume Eins (Blu-ray, WB, 2011). |                                |                                    |                                |                                                                    |         |                 | |

## 1949
1949 wurden 34 Cartoons veröffentlicht, davon sind 19 Teil der Looney-Tunes-Reihe und 15 Teil der Merrie-Melodies-Reihe. In diesem Jahr trat in Chuck Jones’ Schnell und stürmisch erstmals das Jagd-Duo Road Runner und Wile E. Coyote in Erscheinung. Zwei weitere Cartoons von Jones, Der preisgekrönte Mausefänger mit Claude Cat und Hubie und Bertie sowie Dicke Luft, in dem erstmals auch Penelope Pussycat Opfer des liebesbedürftigen Pepé le Pew wird, erhielten eine Oscar-Nominierung, wobei letzteres Werk selbige Auszeichnung gewann. Alle Regisseure (Chuck Jones, Arthur Davis, Friz Freleng und Robert McKimson) waren bei beiden Reihen tätig. Davis, der bereits seit 1947 wieder nur als Animator arbeitete, führte erst 1962 ein weiteres Mal Regie bei einem im Kino veröffentlichten Merrie-Melodies-Cartoon.
| Nr. | Deutscher Titel                | Originaltitel             | Kinopremiere (USA)                        | Bekannte Charaktere                                         | LT/MM   | Regie                                                     | Anmerkungen |
| --- | ------------------------------ | ------------------------- | ----------------------------------------- | ----------------------------------------------------------- | ------- | --------------------------------------------------------- | --- |
| 544 | –                              | Wise Quackers             | 1. Jan. 1949 (1958–59*)                   | Daffy Duck, Elmer Fudd                                      | LT, MM* | Friz Freleng                                              | |
| ٴ· Deutschsprachige Veröffentlichung: ohne dt. Titel bei Mein Name ist Hase (Fernsehserie, Folge 17). |                                |                           |                                           |                                                             |         |                                                           | |
| 545 | Chaos im Kino                  | Hare Do                   | 15. Jan. 1949                             | Bugs Bunny, Elmer Fudd                                      | MM      | Friz Freleng                                              | |
| ٴ· Deutschsprachige Veröffentlichung: als Chaos im Kino bei Bugs Bunny und Looney Tunes (Fernsehserie), Looney Tunes Collection: Best of Bugs Bunny Volume 3 (DVD, WB, 2007), Boomerangs Starparade (Fernsehserie, 2014); als Platz da! bei Warner Cartoons 8: Elmer Fudd (VHS, WB, 1989, 1990, 1993); ohne dt. Titel bei Mein Name ist Hase (Fernsehserie, Folge 61). |                                |                           |                                           |                                                             |         |                                                           | |
| 546 | Festtagsbraten                 | Holiday for Drumsticks    | 22. Jan. 1949                             | Daffy Duck                                                  | MM      | Arthur Davis                                              | |
| ٴ· Deutschsprachige Veröffentlichung: als Festtagsbraten bei Die Stars aus Space Jam – Daffy Duck (VHS, WB, 1997); ohne dt. Titel bei Mein Name ist Hase (Fernsehserie, Folge 8). |                                |                           |                                           |                                                             |         |                                                           | |
| 547 | Ein krummer Hund               | Awful Orphan              | 29. Jan. 1949 (1957–58*)                  | Schweinchen Dick, Charlie Dog                               | MM*     | Chuck Jones                                               | |
| ٴ· Deutschsprachige Veröffentlichung: als Ein krummer Hund bei Looney Tunes: All Stars – Ihre ersten Cartoons Teil 1 (DVD, WB, 2003, DVD-Menü-Titel: Der krumme Hund), Bugs Bunny und Looney Tunes (Fernsehserie). |                                |                           |                                           |                                                             |         |                                                           | |
| 548 | Eile mit Beile                 | Porky Chops               | 12. Feb. 1949                             | Schweinchen Dick                                            | LT      | Arthur Davis                                              | |
| ٴ· Deutschsprachige Veröffentlichung: als Eile mit Beile bei Looney Tunes: Daffy Duck und Schweinchen Dick Collection (DVD, WB, 2003, gesprochener Titel: Eile mit Weile), Bugs Bunny und Looney Tunes (Fernsehserie), Looney Tunes Platinum Collection – Volume Eins (Blu-ray, WB, 2011, gesprochener Titel: Eile mit Weile). |                                |                           |                                           |                                                             |         |                                                           | |
| 549 | –                              | Mississippi Hare          | 26. Feb. 1949 (1957–58*)                  | Bugs Bunny, Colonel Shuffle                                 | LT, MM* | Chuck Jones                                               | Erstauftritt von Colonel Shuffle.                                                                                           |
| ٴ· Deutschsprachige Veröffentlichung: ohne dt. Titel bei Mein Name ist Hase (Fernsehserie, Folge 59). |                                |                           |                                           |                                                             |         |                                                           | |
| 550 | –                              | Paying the Piper          | 12. Mär. 1949 (20. Okt. 1956*)            | Schweinchen Dick, The Supreme Cat                           | LT, MM* | Robert McKimson                                           | Erstauftritt von The Supreme Cat.                                                                                           |
| 551 | Enten-Jäger-Latein             | Daffy Duck Hunt           | 26. Mär. 1949 (17. Nov. 1956*)            | Daffy Duck, Schweinchen Dick, Barnyard Dawg                 | LT, MM* | Robert McKimson                                           | |
| ٴ· Deutschsprachige Veröffentlichung: als Enten-Jäger-Latein bei Bugs Bunny und Looney Tunes (Fernsehserie); als Entenjägerlatein bei Looney Tunes: All Stars – Ihre ersten Cartoons Teil 2 (DVD, WB, 2003); als Jagdsaison bei Daffy Duck 2 (VHS, WB, 1993). |                                |                           |                                           |                                                             |         |                                                           | |
| 552 | Hasen-Rebell                   | Rebel Rabbit              | 9. Apr. 1949 (1957–58*)                   | Bugs Bunny                                                  | MM*     | Robert McKimson                                           | |
| ٴ· Deutschsprachige Veröffentlichung: als Hasen-Rebell bei Bugs Bunny und Looney Tunes (Fernsehserie); ohne dt. Titel bei Mein Name ist Hase (Fernsehserie, Folge 91). |                                |                           |                                           |                                                             |         |                                                           | |
| 553 | Der preisgekrönte Mausefänger  | Mouse Wreckers            | 23. Apr. 1949 (9. Mär. 1957*)             | Claude Cat, Hubie & Bertie                                  | LT, MM* | Chuck Jones                                               | Oscar-Nominierung (1949); Erstauftritt von Claude Cat in seinem neuen Design.                                               |
| ٴ· Deutschsprachige Veröffentlichung: als Der preisgekrönte Mausefänger bei Bugs Bunny und Looney Tunes (Fernsehserie); als Der preisgekrönte Mäusefänger bei Looney Tunes: Best of Road Runner Teil 1 (DVD, WB, 2004); ohne dt. Titel bei Mein Name ist Hase (Fernsehserie, Folge 11). |                                |                           |                                           |                                                             |         |                                                           | |
| 554 | Im Falle eines Falles          | High Diving Hare          | 30. Apr. 1949 (1958–59*)                  | Bugs Bunny, Yosemite Sam                                    | LT, MM* | Friz Freleng                                              | |
| ٴ· Deutschsprachige Veröffentlichung: als Im Falle eines Falles bei Looney Tunes: Bugs Bunny Collection (DVD, WB, 2003), Looney Tunes Platinum Collection – Volume Drei (Blu-ray, WB, 2014); ohne dt. Titel bei Der total verrückte Bugs Bunny Film (Film, 1981), Mein Name ist Hase (Fernsehserie, Folge 14). |                                |                           |                                           |                                                             |         |                                                           | |
| 555 | –                              | The Bee-Deviled Bruin     | 14. Mai 1949 (1958–59*)                   | Die drei Bären                                              | MM*     | Chuck Jones                                               | |
| ٴ· Deutschsprachige Veröffentlichung: ohne dt. Titel bei Mein Name ist Hase (Fernsehserie, Folge 3). |                                |                           |                                           |                                                             |         |                                                           | |
| 556 | Vorhang auf                    | Curtain Razor             | 21. Mai 1949                              | Schweinchen Dick                                            | LT      | Friz Freleng                                              | |
| ٴ· Deutschsprachige Veröffentlichung: als Vorhang auf bei Warner Cartoons 4: Porky Pig (VHS, WB, 1989, 1990, 1993); ohne dt. Titel bei Daffy Ducks fantastische Insel (Film, 1983). |                                |                           |                                           |                                                             |         |                                                           | |
| 557 | Brooklyn Bridge Bunny          | Bowery Bugs               | 4. Juni 1949 (1958–59*)                   | Bugs Bunny                                                  | MM*     | Arthur Davis                                              | Einziger Bugs-Bunny-Cartoon von Arthur Davis.                                                                               |
| ٴ· Deutschsprachige Veröffentlichung: als Brooklyn Bridge Bunny bei Bugs Bunny und Looney Tunes (Fernsehserie), Looney Tunes Collection: Best of Bugs Bunny Volume 3 (DVD, WB, 2007); als Die Pechsträhne bei Bugs Bunnys Video Show 5 (VHS, WB, 1984), Bugs Bunny 2 (VHS, WB, 1993); ohne dt. Titel bei Mein Name ist Hase (Fernsehserie, Folge 63). |                                |                           |                                           |                                                             |         |                                                           | |
| 558 | –                              | Mouse Mazurka             | 11. Juni 1949 (15. Sep. 1956*)            | Sylvester                                                   | MM*     | Friz Freleng                                              | |
| ٴ· Deutschsprachige Veröffentlichung: ohne dt. Titel bei Mein Name ist Hase (Fernsehserie, Folge 45). |                                |                           |                                           |                                                             |         |                                                           | |
| 559 | Mein lieber Herr Gesangsverein | Long-Haired Hare          | 25. Juni 1949                             | Bugs Bunny                                                  | LT      | Chuck Jones                                               | |
| ٴ· Deutschsprachige Veröffentlichung: als Mein lieber Herr Gesangsverein bei Looney Tunes: Bugs Bunny Collection (DVD, WB, 2003), Bugs Bunny und Looney Tunes (Fernsehserie), Looney Tunes Platinum Collection – Volume Zwei (Blu-ray, WB, 2012), Boomerangs Starparade (Fernsehserie, 2013); ohne dt. Titel bei Bugs Bunnys wilde, verwegene Jagd (Film, 1979). |                                |                           |                                           |                                                             |         |                                                           | |
| 560 | –                              | Henhouse Henery           | 2. Juli 1949 (1. Dez. 1956*)              | Foghorn Leghorn, Barnyard Dawg, Henery Hawk                 | LT, MM* | Robert McKimson                                           | |
| ٴ· Deutschsprachige Veröffentlichung: ohne dt. Titel bei Mein Name ist Hase (Fernsehserie, Folge 13). |                                |                           |                                           |                                                             |         |                                                           | |
| 561 | Ritter müssen fallen           | Knights Must Fall         | 16. Juli 1949 (1959–60*) (28. Okt. 1967*) | Bugs Bunny                                                  | MM*     | Friz Freleng                                              | |
| ٴ· Deutschsprachige Veröffentlichung: als Ritter müssen fallen bei Bugs Bunnys Video Show 11 (VHS, WB, 1984), Bugs Bunny und seine Freunde 3 – Verwechslungsspiele (VHS, WB, 1991), Bugs Bunny 2 (VHS, WB, 1993); ohne dt. Titel bei Mein Name ist Hase (Fernsehserie, Folge 8). |                                |                           |                                           |                                                             |         |                                                           | |
| 562 | Böse, olle Miezekatze          | Bad Ol’ Putty Tat         | 23. Juli 1949 (29. Juni 1957*)            | Sylvester & Tweety                                          | MM*     | Friz Freleng                                              | Satellite-Award-Nominierung (2005); nicht zu verwechseln mit Böse, alte Miezekatze aus dem Jahr 1952 (OT: Ain’t She Tweet). |
| ٴ· Deutschsprachige Veröffentlichung: als Böse, olle Miezekatze bei Bugs Bunny und Looney Tunes (Fernsehserie); als Böse olle Miezekatze bei Looney Tunes: Best of Tweety & Sylvester Teil 1 (DVD, WB, 2005); ohne dt. Titel bei Mein Name ist Hase (Fernsehserie, Folge 7). |                                |                           |                                           |                                                             |         |                                                           | |
| 563 | –                              | The Grey Hounded Hare     | 6. Aug. 1949 (1961–62*)                   | Bugs Bunny                                                  | LT, MM* | Robert McKimson                                           | |
| ٴ· Deutschsprachige Veröffentlichung: ohne dt. Titel bei Mein Name ist Hase (Fernsehserie, Folge 22). |                                |                           |                                           |                                                             |         |                                                           | |
| 564 | Charly Mc Dog                  | Often an Orphan           | 13. Aug. 1949 (1959–60*)                  | Schweinchen Dick, Charlie Dog                               | LT, MM* | Chuck Jones                                               | |
| ٴ· Deutschsprachige Veröffentlichung: als Charly Mc Dog bei Warner Cartoons 4: Porky Pig (VHS, WB, 1989, 1990, 1993, 1996). |                                |                           |                                           |                                                             |         |                                                           | |
| 565 | Rothäschen und der Wolf        | The Windblown Hare        | 27. Aug. 1949                             | Bugs Bunny, Böser Wolf, Die drei kleinen Schweinchen        | LT      | Robert McKimson                                           | |
| ٴ· Deutschsprachige Veröffentlichung: als Rothäschen und der Wolf bei Bugs Bunny und Looney Tunes (Fernsehserie), Looney Tunes Collection: Best of Porky Volume 2 (DVD, WB, 2007), Boomerangs Starparade (Fernsehserie, 2013); ohne dt. Titel bei Mein Name ist Hase (Fernsehserie, Folge 2). |                                |                           |                                           |                                                             |         |                                                           | |
| 566 | Das letzte Do-Do               | Dough for the Do-Do       | 2. Sep. 1949 (6. Apr. 1957*)              | Schweinchen Dick, Yoyo Dodo                                 | MM*     | Friz Freleng & Robert Clampett (Archivmaterial)           | Farb-Remake von Der Dudel Didel Da Da Do Do (OT: Porky in Wackyland, 1938).                                                 |
| ٴ· Deutschsprachige Veröffentlichung: als Das letzte Do-Do bei Bugs Bunnys Video Show 11 (VHS, WB, 1984), Warner Cartoons 4: Porky Pig (VHS, WB, 1989, 1990, 1993), Looney Tunes: Daffy Duck und Schweinchen Dick Collection (DVD, WB, 2003). |                                |                           |                                           |                                                             |         |                                                           | |
| 567 | Schnell und stürmisch          | Fast and Furry-ous        | 16. Sep. 1949 (27. Apr. 1957*)            | Road Runner & Wile E. Coyote                                | LT, MM* | Chuck Jones                                               | Erstauftritt von Road Runner und Wile E. Coyote.                                                                            |
| ٴ· Deutschsprachige Veröffentlichung: als Schnell und stürmisch bei Die Stars aus Space Jam – Roadrunner-Willi Kojote (VHS, WB, 1997), Looney Tunes: All Stars – Ihre ersten Cartoons Teil 1 (DVD, WB, 2003), Bugs Bunny und Looney Tunes (Fernsehserie), Looney Tunes Platinum Collection – Volume Eins (Blu-ray, WB, 2011); als Fetzig und hetzig bei Warner Cartoons 2: Roadrunner & Willi Kojote (VHS, WB, 1989, 1990, 1993, 1996), Bugs Bunny und seine Freunde 6 – Rette sich wer kann (VHS, WB, 1991); ohne dt. Titel bei Die schnellste Maus von Mexiko (Fernsehserie, Folgen 14, 17 (je eine Szene) und 15). |                                |                           |                                           |                                                             |         |                                                           | |
| 568 | –                              | Each Dawn I Crow          | 23. Sep. 1949 (15. Juni 1957*)            | Elmer Fudd                                                  | MM*     | Friz Freleng                                              | |
| ٴ· Deutschsprachige Veröffentlichung: ohne dt. Titel bei Mein Name ist Hase (Fernsehserie, Folge 8). |                                |                           |                                           |                                                             |         |                                                           | |
| 569 | Eiskalter Hase                 | Frigid Hare               | 7. Okt. 1949                              | Bugs Bunny, Playboy Penguin                                 | MM      | Chuck Jones                                               | Erstauftritt von Playboy Penguin.                                                                                           |
| ٴ· Deutschsprachige Veröffentlichung: als Eiskalter Hase bei Looney Tunes: All Stars – Ihre ersten Cartoons Teil 1 (DVD, WB, 2003), Bugs Bunny und Looney Tunes (Fernsehserie); ohne dt. Titel bei Mein Name ist Hase (Fernsehserie, Folge 94). |                                |                           |                                           |                                                             |         |                                                           | |
| 570 | –                              | Swallow the Leader        | 14. Okt. 1949 (19. Jan. 1957*)            | The Supreme Cat                                             | LT, MM* | Robert McKimson                                           | |
| ٴ· Deutschsprachige Veröffentlichung: ohne dt. Titel bei Mein Name ist Hase (Fernsehserie, Folge 7). |                                |                           |                                           |                                                             |         |                                                           | |
| 571 | Leb’ wohl, Blaubart            | Bye, Bye Bluebeard        | 21. Okt. 1949 (1961–62*)                  | Schweinchen Dick                                            | MM*     | Arthur Davis                                              | Letzte Regie von Arthur Davis bis 1962; letzter Schweinchen-Dick-Cartoon von Arthur Davis.                                  |
| ٴ· Deutschsprachige Veröffentlichung: als Leb’ wohl, Blaubart bei Bugs Bunny und Looney Tunes (Fernsehserie), Looney Tunes Collection: Best of Porky Volume 2 (DVD, WB, 2007). |                                |                           |                                           |                                                             |         |                                                           | |
| 572 | Dicke Luft                     | For Scent-Imental Reasons | 12. Nov. 1949 (2. Feb. 1957*)             | Pepé le Pew, Penelope Pussycat                              | LT, MM* | Chuck Jones                                               | Oscar – gewonnen (1950); Erstauftritt von Penelope Pussycat.                                                                |
| ٴ· Deutschsprachige Veröffentlichung: als Dicke Luft bei Warner Cartoons 3: Pepe das Stinktier (VHS, WB, 1989, 1990, 1993), Looney Tunes: All Stars – Ihre ersten Cartoons Teil 1 (DVD, WB, 2003), Bugs Bunny und Looney Tunes (Fernsehserie), Looney Tunes Platinum Collection – Volume Eins (Blu-ray, WB, 2011), Boomerangs Starparade (Fernsehserie, 2013); ohne dt. Titel bei Bugs Bunnys wilde, verwegene Jagd (Film, 1979), Mein Name ist Hase (Fernsehserie, Folge 12). |                                |                           |                                           |                                                             |         |                                                           | |
| 573 | –                              | Hippety Hopper            | 19. Nov. 1949 (24. Aug. 1957*)            | Sylvester, Hippety Hopper                                   | MM*     | Robert McKimson                                           | Erste Erwähnung von Hippety Hoppers Namen.                                                                                  |
| ٴ· Deutschsprachige Veröffentlichung: ohne dt. Titel bei Mein Name ist Hase (Fernsehserie, Folge 5). |                                |                           |                                           |                                                             |         |                                                           | |
| 574 | –                              | Which Is Witch            | 3. Dez. 1949                              | Bugs Bunny                                                  | LT      | Friz Freleng                                              | |
| ٴ· Deutschsprachige Veröffentlichung: ohne dt. Titel bei Mein Name ist Hase (Fernsehserie, Folge 41). |                                |                           |                                           |                                                             |         |                                                           | |
| 575 | –                              | Bear Feat                 | 10. Dez. 1949 (18. Mai 1957*)             | Die drei Bären, Kurzauftritt in einem Comic: Bugs Bunny     | LT, MM* | Chuck Jones                                               | |
| ٴ· Deutschsprachige Veröffentlichung: ohne dt. Titel bei Mein Name ist Hase (Fernsehserie, Folge 14). |                                |                           |                                           |                                                             |         |                                                           | |
| 576 | –                              | Rabbit Hood               | 24. Dez. 1949 (1961–62*)                  | Bugs Bunny, Little John, Robin Hood, Sheriff von Nottingham | MM*     | Chuck Jones                                               | mit Realszene |
| ٴ· Deutschsprachige Veröffentlichung: ohne dt. Titel bei Mein Name ist Hase (Fernsehserie, Folge 58). |                                |                           |                                           |                                                             |         |                                                           | |
| 577 | –                              | A Ham in a Role           | 31. Dez. 1949 (1959–60*)                  | Goofy Gophers                                               | LT, MM* | Arthur Davis (geplant) & Robert McKimson (fertiggestellt) | Erster Goofy-Gophers-Cartoon von Robert McKimson.                                                                           |
| ٴ· Deutschsprachige Veröffentlichung: ohne dt. Titel bei Mein Name ist Hase (Fernsehserie, Folge 26). |                                |                           |                                           |                                                             |         |                                                           | |